# Historia de Indonesia

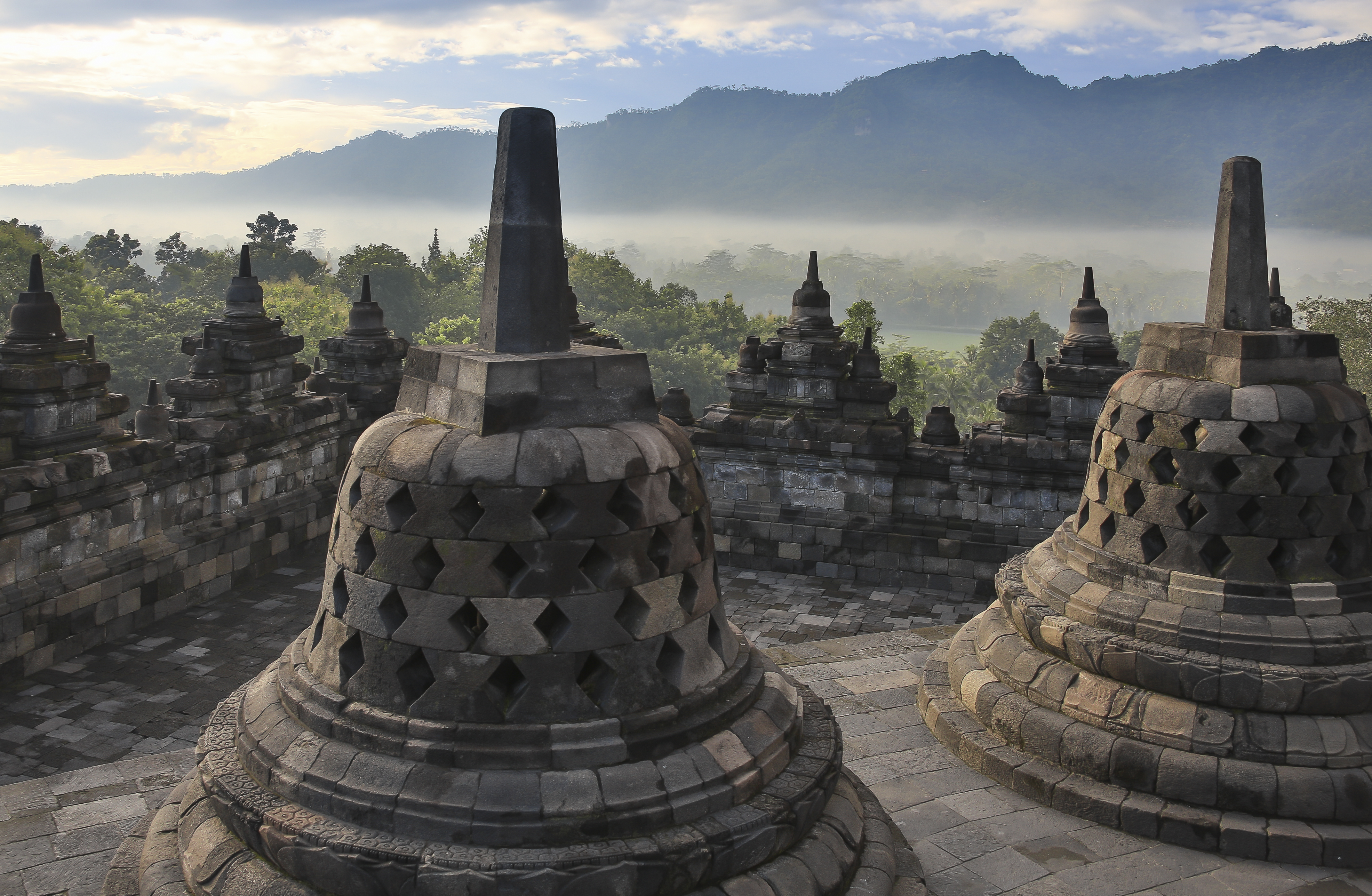
Miniatura del templo de Borobudur, Indonesia

La historia de Indonesia es la historia del territorio que actualmente cubre la República de Indonesia, que nació el 17 de agosto de 1945 con la proclamación de la independencia de las Indias Orientales Neerlandesas por Sukarno y Muhammad Hatta.

## Formación del archipiélago
Geológicamente, el área de Indonesia moderna (por conveniencia, en lo sucesivo, el archipiélago) es una reunión entre las tres grandes placas continentales: la placa euroasiática, la indoaustraliana y la del Pacífico (véase el artículo sobre la geología de Indonesia). El archipiélago indonesio, tal como existe hoy día se formó durante el derretimiento de los hielos después del final de la Edad de Hielo, hace aproximadamente 10 000 años. Durante el Pleistoceno, cuando todavía estaba conectado a Asia continental, vinieron los primeros pobladores.

## El Hombre de Java
En 1890, el científico Eugène Dubois se trasladó a Java, en donde dos años antes un minero había encontrado un cráneo fósil, y comienza buscando en el mismo lugar en el que había aparecido el fósil (Java central) para más tarde buscar en los depósitos fluviales del río Solo. Entre otros fósiles, en agosto de 1891 encontró un fragmento de un cráneo fósil y un fémur, conocido posteriormente como el "Hombre de Java", aunque en un primer momento pensó que se trataba de alguna clase de chimpancé extinto.
En 1894, Dubois publicó una descripción de sus fósiles, llamándolo Pithecanthropus erectus (actualmente Homo erectus), al que describía como mitad simio, mitad humano. En 1895 regresó a Europa, donde dio a conocer sus descubrimientos. Unos pocos científicos lo recibieron con entusiasmo, pero la mayoría se mostró en desacuerdo con su interpretación.
El "Hombre de Java" (Homo erectus erectus), fue el primer representante del Homo erectus en ser descubierto y supone que el archipiélago indonesio estaba habitado desde hace dos millones de años aproximadamente.

## Población

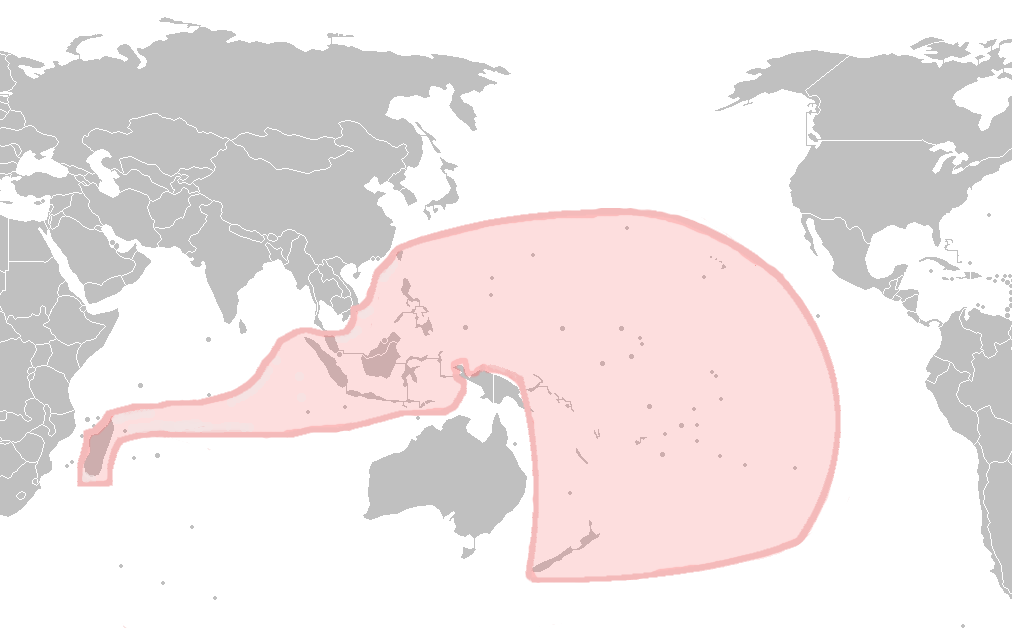
Mapa de la extensión de los pueblos austronesios.

El Homo sapiens, o sea los primeros humanos propiamente dichos, llegaron a esta región aproximadamente hace 45 000 años, viajando por mar desde el continente asiático hacia las islas del sudeste como Australia y Nueva Guinea. Estos primeros colonos eran pescadores con un alto nivel de habilidades marítimas, y por ende la tecnología necesaria para hacer travesías oceánicas que les permitieron llegar hasta las islas del pacífico y el índico. 
La mayoría de la población actual es de origen austronesio. Tanto la evidencia lingüística como la evidencia arqueológica permite asegurar que los pueblos austronesios tuvieron su origen en el 3000 a. C., cuando los habitantes del litoral de China meridional, cultivadores de mijo y de arroz, comenzaron a instalarse en Taiwán.
La investigación interdisciplinar, con aportaciones de la arqueología, la etnobotánica y la lingüística, ha permitido reconstruir las trayectorias de difusión geográfica de las lenguas austronesias y de ciertas técnicas agrícolas. Hacia el 2000 a. C., dichas lenguas y técnicas comenzaron a difundirse desde Taiwán hasta las Filipinas, y luego desde estas hacia Célebes y Timor, para, desde allí, extenderse por otras islas del archipiélago de Indonesia. Hacia el 1000 a. C., otro movimiento de pueblos llevó la cultura austronesia desde Filipinas a Nueva Guinea y más allá, hacia las islas del Pacífico.
Mientras los austronesios expandían sus territorios, confinaron a los melanesios nativos a habitar las islas más orientales del archipiélago.
Los pueblos austronesios posteriormente se expandirían hasta la costa este de África. Desde el siglo IV a. C., mercaderes procedentes de islas de la actual Indonesia, en particular las islas de Java, Sumatra y Borneo alcanzaron Adén tras pasar por la India, y bajaron por la costa este de África hasta Madagascar y las Comoras. Fuentes árabes del siglo X dan testimonio de que en el siglo IX, navegadores de las islas indonesias y malayas realizaban violentas incursiones con fines comerciales en el océano Índico. 
La cultura Dong Son fue una de las que llegó a Indonesia, trayendo consigo técnicas de cultivo del arroz, el ritual del sacrificio del búfalo, la industria del bronce y prácticas megalíticas, entre otras cosas. Algunas de estas prácticas todavía se conservan hoy en día, incluyendo las zonas batak de Sumatra, las toraja de Sulawesi y varias islas menores de la Sonda. Los primeros indonesios eran animistas que honraban los espíritus de los muertos.
En el siglo VIII a. C. ya se encuentra consolidada la técnica de cultivo de los arrozales por medio del regadío. Esto permitió que se crearan ciudades y pequeños reinos en el siglo I d. C. Estos reinos (poco más que conjuntos de pueblos) evolucionaron creando sus propias religiones tribales. Este tipo de agricultura necesitaba una sociedad muy organizada, en contraste a la agricultura del arroz de secano, que es una manera de cultivo más sencilla y que no necesitaba una estructura social tan elaborada.

## Civilizaciones hindúes y budistas

### Primeros reinos

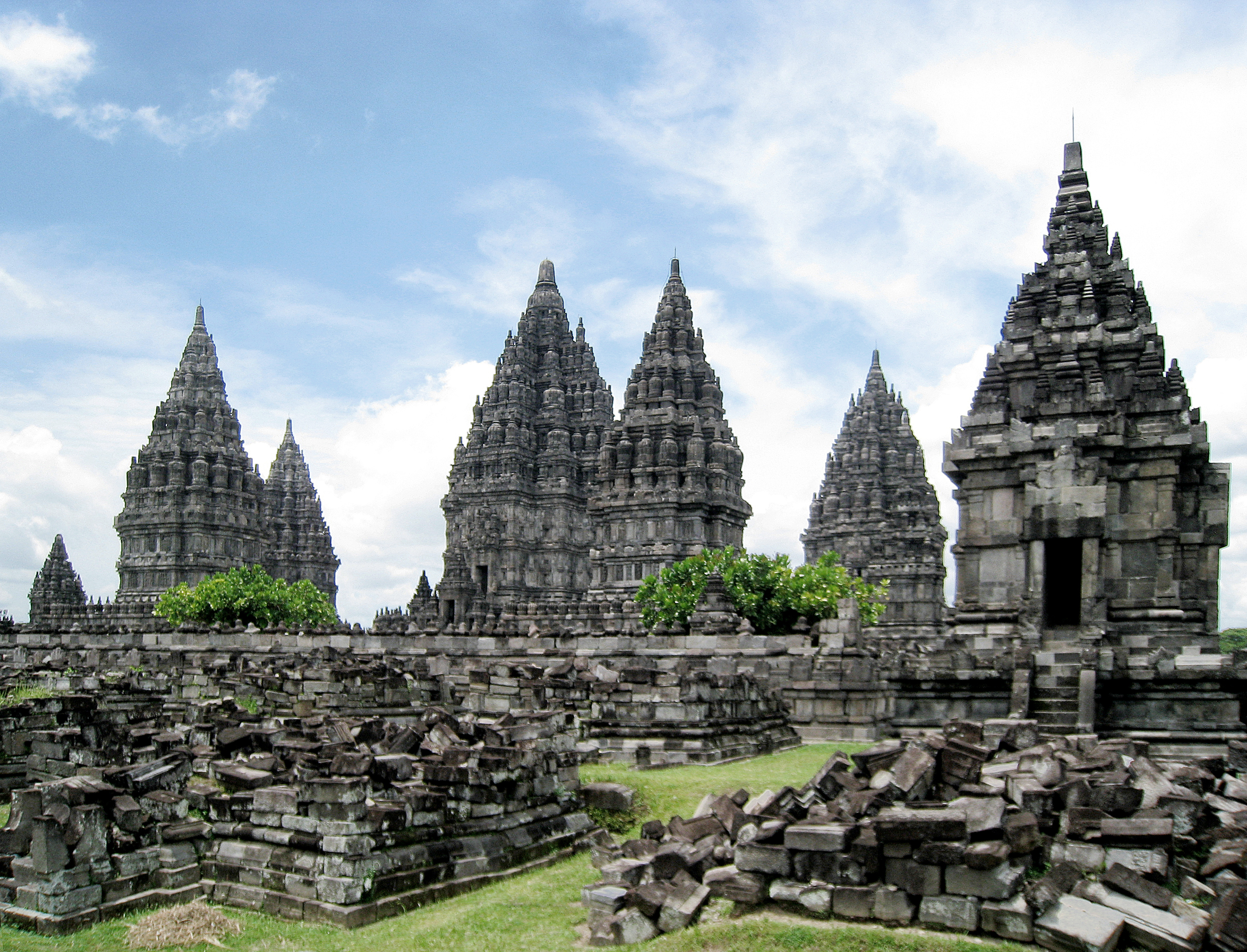
Templo de Prambanan del reino de hindú de Medang (Isla de Java).

Las referencias al reino hindú de Dvipantara o Jawa dvipa, en los territorios de Java y Sumatra, aparecen en escritos del 200 a. C. El primer vestigio arqueológico descubierto en Indonesia está ubicado en el parque nacional de Ujung Kulon, Java Oeste, donde se encontró una de las primeras estatuas hindúes de Ganesha en la cima del monte Raksa en la isla Panaitan, que sería del siglo I d. C. También hay evidencia arqueológica de un reino en territorio de la Sonda, al oeste de Java, que data del siglo segundo, y de acuerdo con el Dr. Tony Djubiantono, jefe de la Agencia de Arqueología de Bandung, el Templo Jiwa en Batujaya (Karawang, Java Occidental), también habría sido construido en esa época.
Un número de Estados hindúes y budistas florecieron y luego decayeron en toda Indonesia. En la época de la Europa renacentista, Java y Sumatra ya habían visto más de un milenio de civilización y dos grandes imperios. Un reino temprano fue el de Tarumanagara, que floreció entre los años 358 y 669 d. C. Situado en el oeste de Java cerca de la actual Yakarta, el rey que gobernó durante el siglo V, Purnawarman, estableció las primeras inscripciones conocidas en Java, la inscripción de Ciaruteun se encuentra cerca de Bogor. En este monumento, el rey Purnavarman inscribió su nombre e hizo una impresión de sus huellas, así como huellas de su elefante. La inscripción dice lo siguiente: "Aquí están las huellas del rey Purnavarman, el conquistador heroico del mundo". La inscripción está en sánscrito y todavía es legible después de 1500 años. Purnawarman aparentemente construyó un canal que cambió el curso del río Cakung, lo que permitió el drenado de una zona costera para destinarla a la agricultura y el asentamiento. 
La historia política del archipiélago indonesio entre los siglos VII y XI fue dominada por el imperio Srivijaya basado en Sumatra. La dinastía Sailendra dominó por aquella época el centro de Java y construyó Borobudur, el monumento budista más grande del mundo. La historia de los siglos XIV y XV no es muy conocida debido a la escasez de pruebas. Dos grandes estados dominaron este período: Majapahit en Java Oriental, el más grande de los Estados preislámicos de Indonesia y Malaca en la costa oeste de la península de Malaca, posiblemente el más grande de los imperios comerciales musulmanes.

### Medang
Medang, fue un reino hindú situado en Java Central en torno a la actual Yogyakarta entre los siglos octavo y décimo. El rey Mpu Sindok trasladó este reino desde el centro de Java hacia la parte oriental de la isla. Este movimiento podría haber sido causado por la erupción del volcán Monte Merapi o por alguna lucha de poder.
El primer rey de Mataram fue Sri Sanjaya. El monumental templo hindú de Prambanan en las proximidades de Yogyakarta fue construido para el dios Daksa. Dharmawangsa, el último raja del reino de Medang ordenó la traducción del Mahabharata al javanés antiguo en 996.
El reino se derrumbó en el caos a finales del reinado de Dharmawangsa bajo la presión militar que le ejerció el Imperio malayo de Srivijaya. Uno de los últimos reyes más importantes de Mataram fue Airlangga que reinó desde 1016 hasta 1049. Airlangga era un hijo de Udayana y sobrino de Dharmawangsa. Él restableció el reino de Medang bajo el nombre de Kahuripan.

### Srivijaya

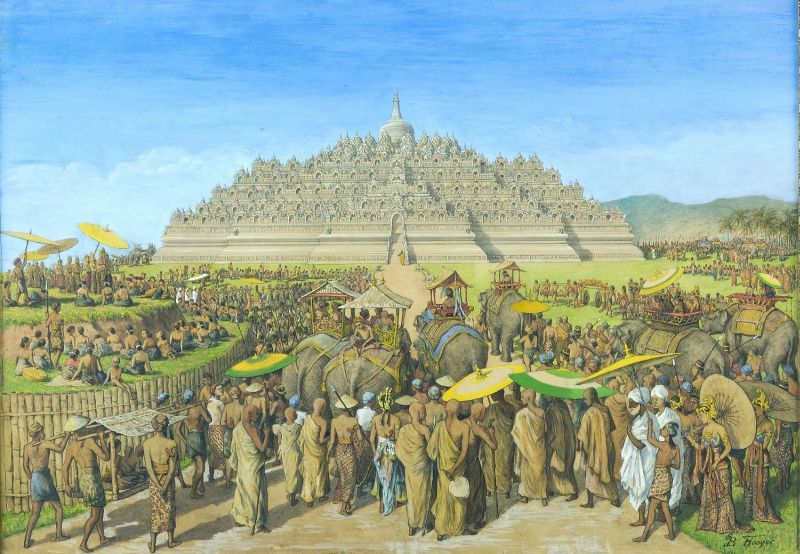
Templo budista de Borobudur

Srivijaya era una etnia malaya que reinó en Sumatra e influyó en gran parte del sudeste de Asia. Desde el siglo 7 d. C., este poderoso reino naval floreció como resultado del creciente comercio marítimo entre las islas de la región.
La primera prueba sólida de su existencia, corresponde a un monje chino, I-Tsing, quien escribió que visitó Srivijaya en el 671 durante 6 meses. 
El comercio era el motor de Srivijaya y su epicentro estaba en la actual Palembang. Sin embargo, a pesar de su relevancia, no era un "Estado" en el sentido moderno, con límites definidos y un gobierno centralizado, sino que se trataba de una talasocracia (confederación de ciudades mercantes) que no llegó a extender su influencia más allá de la zona de islas del sudeste asiático. 
Srivijaya ejerció su soberanía sobre grandes áreas de Sumatra, Java occidental, y gran parte de la península de Malaca. Al dominar Malaca y el estrecho de Sunda, el imperio controlaba tanto la ruta de las especias como el comercio local. Además fue un centro de referencia para el budismo, atrayendo a peregrinos y estudiosos de otras partes de Asia. 
Si bien Srivijayan siguió teniendo un formidable poder naval hasta el siglo XIII, una serie de redadas en el siglo XI debilitó su hegemonía e influencia, permitiendo la formación de reinos regionales, como Kediri, basados en la agricultura intensiva en lugar del comercio costero de larga distancia. El imperio además estaba en conflicto frecuente con los reinos javaneses, primero Singhasari y después Majapahit. El islam, por su parte, comenzó a tomar fuerza a través de los contactos entre los comerciantes árabes e indios, hasta que finalmente logró imponerse en la región de Aceh (norte de Sumatra), cuando a finales del siglo XIII, el reino de Pasai se convirtió al islam. 
Srivijaya dejó de existir finalmente en el 1414, cuando Paramésuara, último príncipe del reino, se convirtió al islam y fundó el Sultanato de Malaca en la península malaya.

### Singhasari y Majapahit

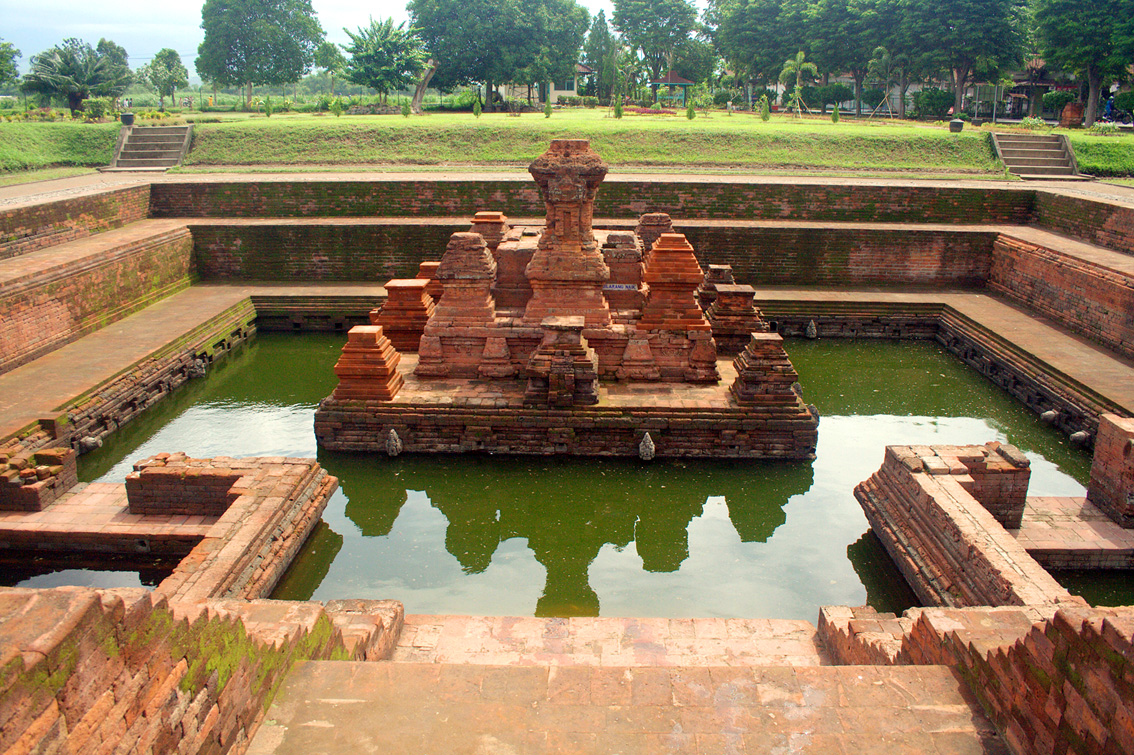
Construcción característica de la arquitectura Majapahit.

A pesar de la falta de evidencia histórica, se sabe que Majapahit fue el más importante de los Estados preislámicos de Indonesia. El reino hindú de Majapahit fue fundado en el este de Java en el siglo XIII, y bajo la regencia de Gajah Mada experimentó lo que a menudo se conoce como la "Edad de Oro" en la historia de Indonesia, cuando su influencia se extendió a gran parte del sur de la Península de Malaca, Borneo, Sumatra y Bali, desde el 1293 hasta el 1500 aproximadamente.
El fundador del Imperio Majapahit, Kertarajasa, era un hijo del reino de Singhasari, también basado en Java. El creciente poder de Singhasari llamó la atención de Kublai Khan del Imperio Mongol, quién envió emisarios exigiendo tributo. Kertanagara, gobernante del reino Singhasari, se negó a pagar el tributo y el Khan envió una expedición punitiva que llegó a la costa de Java en 1293. Simultáneamente, el reino de Kediri, inició una invasión para conquistar Singhasari, consiguiendo matar al rey Kertanagara. En este contexto, el fundador de Majapahit se alió con los mongoles para vengarse de los invasores y, una vez que el reino Singhasari fue destruido, se volvió y obligó a sus aliados mongoles a retirarse en la confusión.
Años después, el reino fue dirigido por Mada Gajah, un ambicioso primer ministro y regente de Majapahit, que gobernó desde el 1331 hasta el 1364, impulsando la expansión del reino a las islas circundantes. Pocos años después de la muerte de Gajah Mada, la Armada de Majapahit capturó Palembang, poniendo fin al reino de Srivijayan. Sin embargo, aunque Majapahit extendió su poder sobre otras islas y destruyó a los reinos vecinos, su prioridad era el control del comercio que pasaba a través del archipiélago. Después de su apogeo en el siglo XIV, el poder de Majapahit comenzó a declinar entre los años 1478 y 1520, frente al próspero Sultanato de Malaca. Con la caída de Majapahit, un gran número de cortesanos, artesanos, sacerdotes y miembros de la familia real se mudó al este de la isla de Bali.

## Los Estados islámicos

### La expansión del islam
Las primeras menciones sobre el archipiélago indonesio aparecen durante el califato abasí, cuando los marinos musulmanes describen una región en el sudeste asiático abundante en especias como nuez moscada, clavo de olor y galangal, entre muchas otras.
Aunque los comerciantes musulmanes ya viajaban por la zona a principios de la era islámica, la difusión del islam entre los habitantes del archipiélago indonesio comienza recién en el siglo XIII, al norte de Sumatra y su propagación fue lenta y complicada. 
La llegada del islam fue impulsada por el aumento de los vínculos comerciales fuera del archipiélago y, en general, los comerciantes de los reinos más importantes fueron los primeros en adoptar la nueva religión.
La conversión al islam fue bastante gradual, ya que inicialmente se mezcló o se superpuso con las culturas ya establecidas, hasta convertirse en la religión dominante en Java y Sumatra para fines del siglo XVI, donde únicamente Bali retuvo una mayoría hindú. Posteriormente aparecerán los misioneros cristianos, muy activos entre los siglos XVI y XVII, conformando grandes comunidades en estas islas.

### Sultanato de Mataram

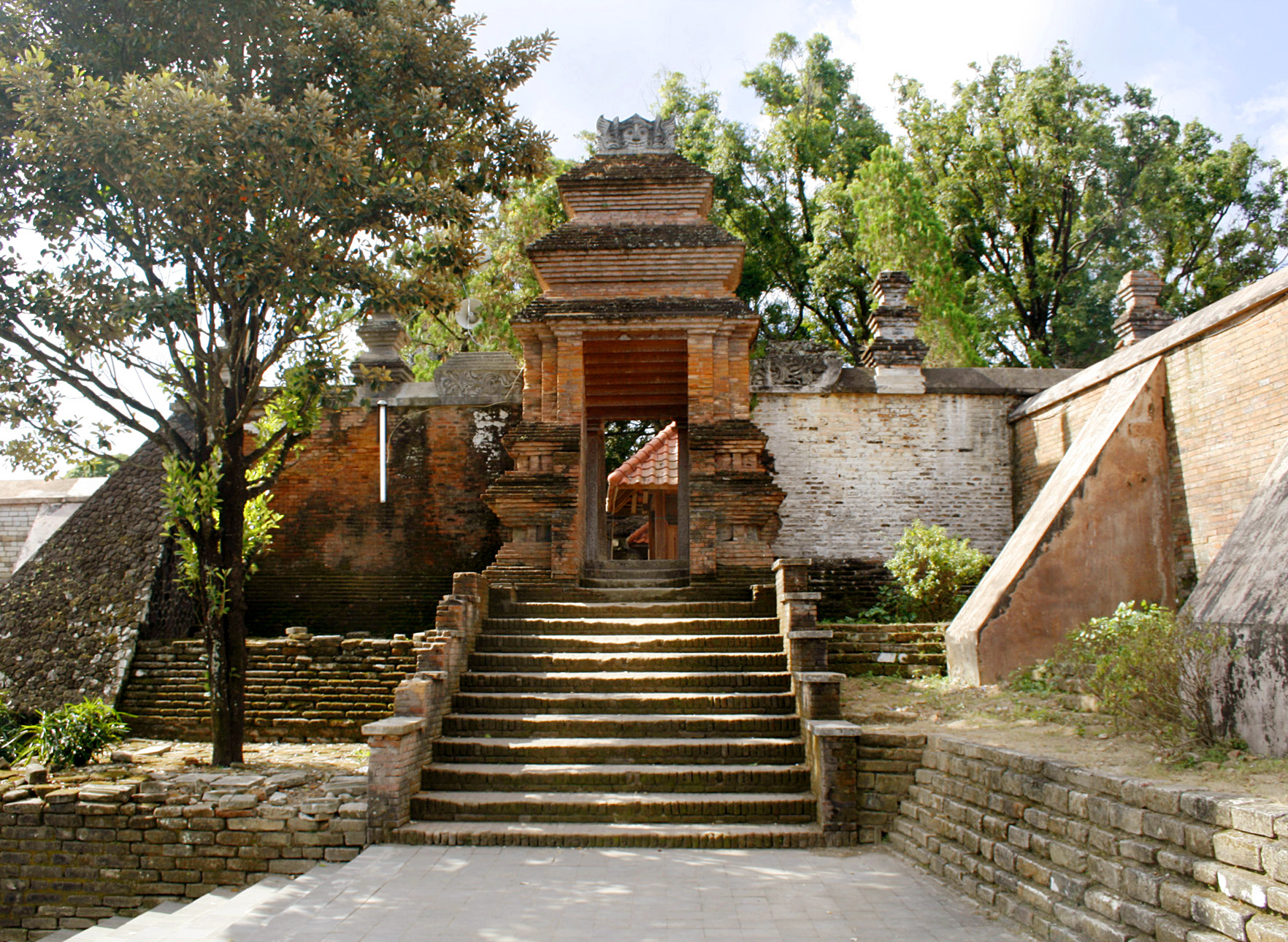
Complejo Sepulcral del Sultanato de Mataram en Yogyakarta.

El Sultanato de Mataram fue el tercer Sultanato en Java, después de los Sultanatos de Demak Bintoro y el de Pajang.
De acuerdo a los registros de Java, Kyai Gedhe Pamanahan se convirtió en el gobernante de la zona de Mataram en la década de 1570 con el apoyo del reino de Pajang al este, cerca del sitio actual de Surakarta. Pamanahan fue referido a menudo como Kyai Gedhe Mataram después de su ascensión.
El hijo de Pamanahan, Panembahan Senapati Ingalaga, reemplazó a su padre en el trono alrededor del 1584. Bajo Senapati el reino creció sustancialmente a través de regulares campañas militares contra los vecinos del reino. Poco después de su asunción, por ejemplo, conquistó al reino de Pajang, que había sido socio de su padre.
El reinado de Panembahan Seda ing Krapyak (1601-1613), hijo de Senapati, estuvo aún más marcado por las guerras, sobre todo contra el poderoso Surabaya, un reino importante del este de Java. Durante su reinado también se produjo el primer contacto entre Mataram y la Compañía Holandesa de las Indias Orientales (VOC). Las actividades holandesas de la época se limitaban a realizar negociaciones con los escasos asentamientos costeros, así que sus interacciones con el reino interior de Mataram, eran limitadas, aunque esto no evitó que forman una alianza contra el reino de Surabaya en 1613. Krapyak murió ese mismo año.
Krapyak fue sucedido por su hijo, quien es conocido simplemente como Sultán Agung ("Gran Sultán") en los registros de Java. Agung fue responsable de la gran expansión y del gran legado histórico de Mataram, debido a las extensas conquistas militares que produjo durante su largo reinado entre 1613 y 1646.
Después de años de guerra, Agung finalmente conquistó Surabaya, con lo cual el reino de Mataram abarcó todo el centro y este de Java y la isla Madura: solo la región de Banten (oeste de Java) y el asentamiento neerlandés en Batavia permanecían fuera del control de Agung. En las décadas de 1620 y 1630 el reino de Mataram intentó varias veces expulsar a los holandeses de Batavia, hasta que finalmente se vio obligado a compartir el control sobre Java.
En 1645 comenzó la construcción de Imogiri, su lugar de entierro, a unos quince kilómetros al sur de Yogyakarta. Imogiri sigue siendo el lugar de descanso para la mayor parte de la realeza de Yogyakarta y Surakarta hasta nuestros días. Agung murió en la primavera de 1646, con su imagen de invencibilidad destrozada por sus derrotas ante los holandeses, sin embargo, dejaba detrás de él un imperio que cubría la mayor parte de Java y las islas vecinas.
Al asumir el trono su hijo, Agung Susuhunan Amangkurat, trató de estabilizar el reino, asesinando a los líderes locales que no eran lo suficientemente respetuosos con él, y cerrando numerosos puertos para centralizar el control del comercio con los holandeses.
A mediados de la década de 1670 la insatisfacción con el rey desembocó en una rebelión abierta. Raden Trunajaya, un príncipe de la isla Madura, lleva adelante una revuelta que incluye a mercenarios ambulantes. El rey huyó a la costa norte con su hijo mayor, el futuro rey Amangkurat II, dejando a su hijo menor Pangeran Puger, en Mataram. El rebelde Trunajaya, sin embargo, no parece interesado en gestionar el imperio y, tras el saqueo, se retira a su bastión en el este de Java y deja al debilitado Puger en el trono.
Amangkurat I murió poco después de su expulsión, por lo que Amangkurat II se convirtió en rey en 1677, sin embargo, ya no contaba con ejército o riquezas para restablecer su poder. En un intento por recuperar el reino, hizo importantes concesiones a los holandeses, a cambio que decidieran ir a la guerra junto a él. Para los holandeses, un Imperio mataram estable que estuviese profundamente en deuda con ellos, ayudaría a asegurar la continuidad del comercio en condiciones favorables. Así fue que los holandeses prestaron su fuerza militar para mantener al reino unido. Ante la imposibilidad de competir con las fuerzas holandesas, Puger se vio obligado a reconocer la soberanía de su hermano mayor Amangkurat II. 
Sin embargo, como artífices de su vuelta al trono, los holandeses mantuvieron a Amangkurat II bajo una estricta supervisión, ejerciendo también un control sobre las costas del reino. A Amangkurat II le disgustaba esta situación, especialmente el creciente control neerlandés de la costa, pero estaba indefenso ante los compromisos que había asumido y ante la amenaza del poder militar neerlandés. 
Amangkurat II murió en 1703 y fue sucedido brevemente por su hijo, Amangkurat III. Sin embargo, esta vez los holandeses creyeron ver un socio más confiable en su tío Pangeran Puger, quién tomó el título de Pakubuwana. El conflicto entre Amangkurat III y Pakubuwana I, generalmente se llama la Primera Guerra de Sucesión javanesa y se prolongó durante cinco años antes de que los holandeses lograron instalar Pakubuwana.
Con la instalación de Pakubuwana, los holandeses aumentaron sustancialmente su control sobre el interior de Java Central. En 1705, Pakubuwana accedió a ceder a la VOC las regiones de la parte oriental de Cirebon y Madura, en la que Mataram no tenía ningún control real de todos modos. La VOC recibió el derecho a construir fortificaciones en cualquier lugar de Java, el monopolio sobre el comercio del opio y los textiles, y además Mataram entregaría un tributo anual de 1300 toneladas métricas de arroz. 
Tiempo después, Pakubuwana realizó nuevas concesiones y prometió mayores tributos, sin embargo, la capacidad del rey para cumplir con los términos de los acuerdos dependía en gran medida de la estabilidad de Java, inicialmente garantizada por la VOC, aunque más tarde resultó que el poder militar neerlandés resultaría insuficiente para semejante tarea.
Los últimos años del reinado de Pakubuwana, desde 1717 hasta 1719, estuvieron dominados por la rebelión en el este de Java contra su reinado y sus patrocinadores extranjeros. En 1719, Pakubuwana I murió y su hijo Amangkurat IV subió al trono, pero sus hermanos, Pangeran Blitar y Purbaya impugnaron la sucesión y atacaron kraton en junio de 1719. Al ser rechazados por los cañones de la VOC, se retiraron hacia el sur.
En 1726, Amangkurat IV cayó bajo una enfermedad, aparentemente producida por envenenamiento. Su hijo asumió el trono como Pakubuwana II, esta vez sin ninguna resistencia seria. Sin embargo, los años subsiguientes van a estar signados por una serie de intrigas dejando al descubierto la fragilidad de la política javanesa, unida por el esfuerzo neerlandés: En este contexto relativamente pacífico, el rey no consigue reunir el apoyo de sus "súbditos", muchos de los cuales se alzan ante el poder real.
En medio de una rebelión en 1749, Pakubuwana II se enferma y firma un acuerdo en el que se otorga la "soberanía" de Mataram a la VOC. Los holandeses por su parte anunciaron que el hijo de Pakubuwana II asumiría como nuevo rey de Mataram con el título de Pakubuwana III. Sin embargo, tres días antes, Mangkubumi desde su bastión en Yogyakarta, inició una rebelión que cada vez se hizo más fuerte hasta que en 1753 el príncipe heredero Pakubuwana III decidió unirse a los rebeldes. En este contexto, la VOC aceptó que no tenía la capacidad militar para reprimir la rebelión y se aprestó a negociar.
El reino de Mataram se dividió en 1755 en virtud de un acuerdo firmado entre los holandeses y el príncipe rebelde Mangkubumi. El tratado estableció que el territorio se repartiría entre el sultanato de Yogyakarta, bajo el control de Mangkubumi y el sultanato de Surakarta, gobernado por Pakubuwana III. Este acuerdo tuvo éxito y la paz se mantuvo hasta 1812.

### Sultanato de Banten
En 1524-25, Sunan Gunung Jati de Cirebon, junto con los ejércitos del sultanato Demak, se apoderaron del puerto de Banten en el reino de Sunda, y establecieron allí el Sultanato de Bantén. Ellos fueron acompañados por predicadores musulmanes y la población local adoptó el islam. El Sultanato duró desde 1526 hasta 1813 d. C. y tuvo su apogeo en la primera mitad del siglo 17. Este Sultanato dejó muchos restos arqueológicos y registros históricos.

## Época colonial

### La llegada de los europeos
En el siglo XVI, aparecen los primeros europeos (portugueses, españoles, neerlandeses y británicos) buscando dominar el comercio de las especias desde su origen en la India y en las "Islas de las Especias" (Molucas) de Indonesia. Hasta aquel entonces, el comercio de especias en Europa estaba monopolizado por los mercaderes musulmanes, en sociedad con los venecianos. Esta situación había elevado los precios de manera astronómica, ya que las especias eran muy codiciadas no sólo para preservar la carne sabrosa, sino también para la elaboración de medicinas.
La llegada de los europeos al sudeste asiático es a menudo considerado como el momento decisivo de su historia. Sin embargo, otros estudiosos consideran este punto de vista algo exagerado, ya que la influencia europea en los siglos XVI y XVII fue bastante limitada, tanto en superficie como en profundidad. Esto se debe a que Europa no era aún la potencia económica y militar que sería tiempo después, por el contrario, la principal fuerza expansionista de esta época fue el islam: en 1453, por ejemplo, los turcos otomanos conquistaron Constantinopla, mientras que el islam se seguía extendiendo hacia el este, a través de Indonesia y Filipinas. La influencia europea, en particular la de los holandeses, no tendría su mayor impacto en Indonesia hasta los siglos XVIII y XIX.

### Los portugueses

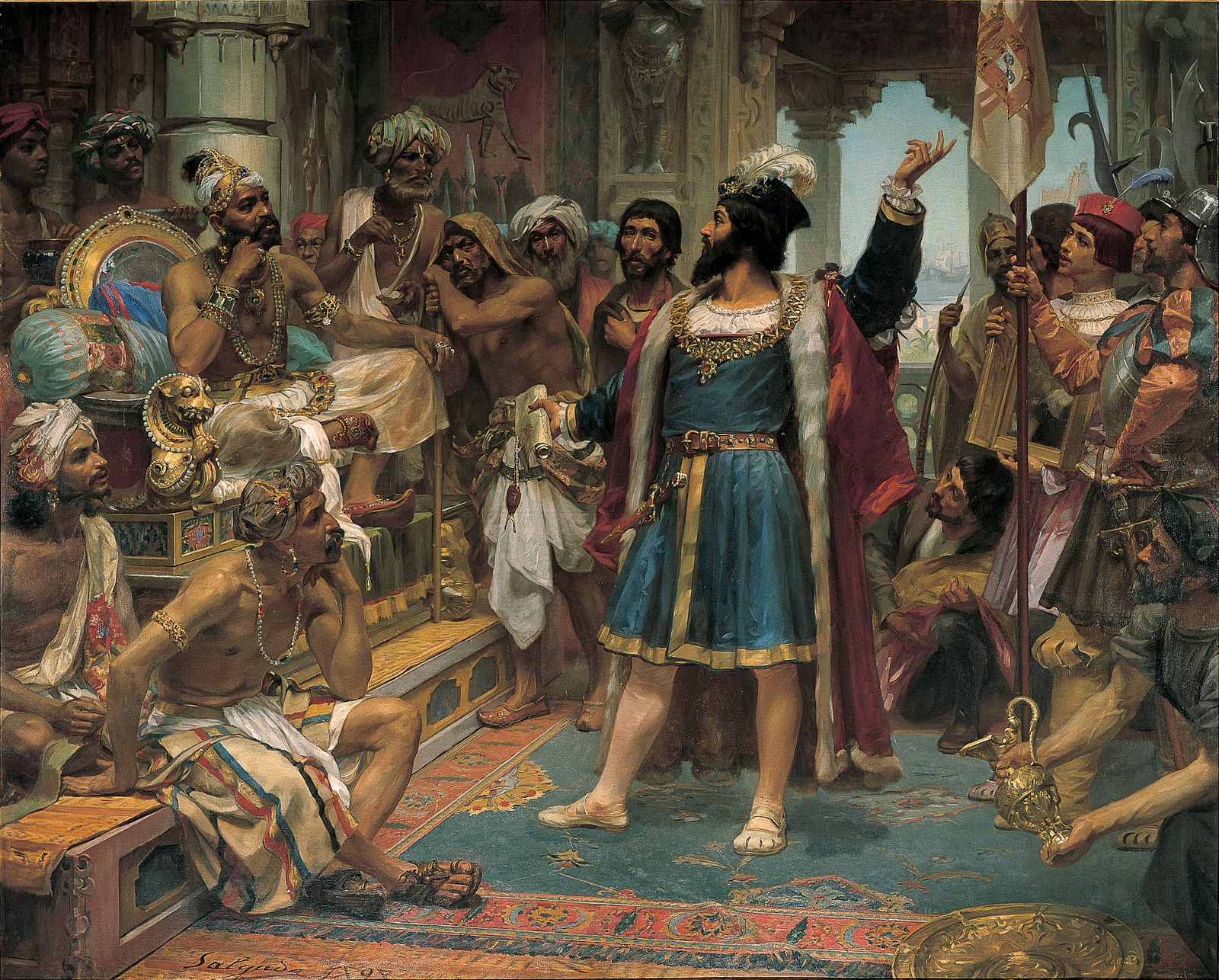
Vasco da Gama ante el Zamorín de Calicut.

Los portugueses fueron unos de los primeros reinos que desarrollaron novedosos avances en la navegación, la construcción naval y en el armamento lo cual les permitió hacer expediciones audaces. 
En 1498, Vasco da Gama traspasó el Cabo de Buena Esperanza (Sudáfrica) y llegó a Kappakadavu, cerca de Calicut, en el actual estado de Kerala (India). Poco tiempo después, en 1510, el almirante Afonso de Albuquerque atacó y ocupó Goa (India), estableciendo allí la Capital de la India portuguesa.
La noticia sobre las riquezas del Sultanato de Malaca atrajeron la atención de Manuel I, rey de Portugal, quién envió al Almirante Diogo Lopes de Sequeira para encontrar Malaca y hacer un pacto comercial con su gobernante. Sequeira llegó a Malaca en 1509, convirtiéndose en el primer europeo en arribar al sudeste asiático.
Sequeira fue bien recibido por el sultán Mahmud Shah, sin embargo, un grupo de musulmanes convenció al sultán de que los portugueses eran una amenaza grave. Mahmud decidió entonces capturar a varios de los hombres de Sequeira, mató a otros y trató de atacar a los cuatro buques portugueses, que sin embargo lograron escapar. Tras este incidente, los portugueses se convencieron de que la conquista era el único camino para poder establecerse en la zona.
En abril de 1511, Afonso de Albuquerque zarpó desde Goa rumbo a Malaca: tras 40 días de lucha, Malaca cayó frente a los portugueses el 24 de agosto. Previniendo futuros contraataques de Mahmud y de los reinos musulmanes vecinos, Albuquerque decidió transformar a Malaca en una fortaleza inexpugnable.
Así es que los portugueses fueron los primeros europeos en llegar a Indonesia, con la ambición de dominar el origen de las valiosas especias. A través de la conquista militar o de la alianza con los gobernantes locales, los portugueses establecieron puestos comerciales, fuertes y misiones en las islas de Ternate, Ambon y Solor, entre otras. Sin embargo, las actividades misioneras portuguesas, recién se pusieron en marcha en la segunda mitad del siglo XVI y la influencia portuguesa en Indonesia se redujo únicamente a Solor, Flores y Timor. La llegada de los portugueses sirvió para introducir el cristianismo en Indonesia y actualmente sigue siendo una de las comunidades cristianas más importantes de la región, lo que ha contribuido a estrechar los lazos entre los indonesios y los europeos. Más allá de esto, la influencia portuguesa en la cultura local fue muy pequeña: de su presencia solo quedaron algunas palabras en el vocabulario que reflejaban su pasado portugués y muchos nombres de familia en el este de la región, como "da Costa", "Dias", "de Fretes", "Gonsalves", etc. 
Muy por el contrario, el impacto más significativo de la llegada de los portugueses fue la alteración y desorganización o reestructuración de la red de comercio como resultado de la conquista de Malaca. En lugar de crear un puerto centralizado para el intercambio de las riquezas asiáticas en el Estrecho de Malaca, el comercio se terminó dispersando en numerosos puertos, que entraron en una amarga competencia. El puerto de Johor se convirtió en uno de los favoritos para los comerciantes asiáticos, mientras que Malaca comenzó a declinar como enclave comercial.

### El viaje de Cornelis de Houtman

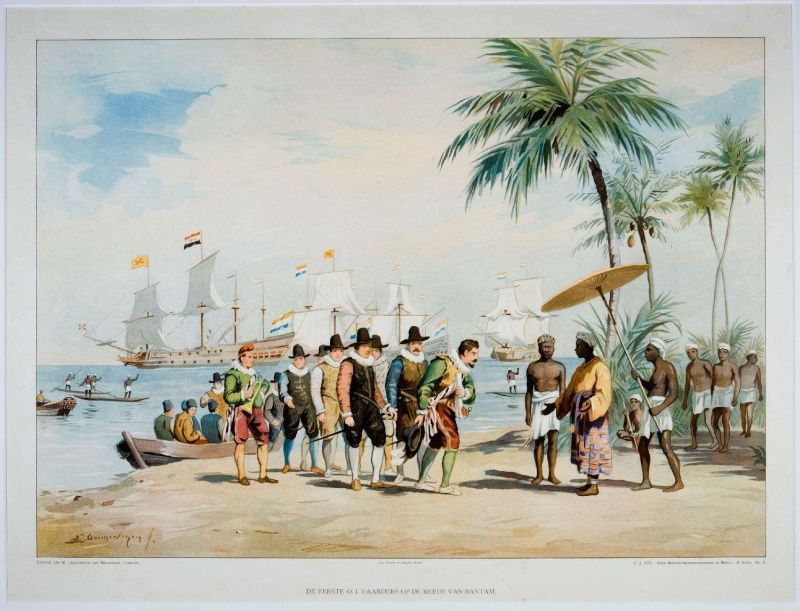
Llegada de Houtman a la playa de Banten.

En 1592, el explorador neerlandés Cornelis de Houtman partió desde Ámsterdam para descubrir las islas de las especias.
El viaje estuvo plagado de problemas desde el principio, a tal punto que al arribar a Madagascar, tuvieron que enterrar a setenta personas, por lo que dicha bahía era conocida como el "Cementerio holandés". El 27 de junio, los barcos finalmente llegaron a Banten, un puerto en el noroeste de Java. Los holandeses ya sabían que no debían pasar por el Estrecho de Malaca, que estaba controlado por los portugueses, sino a través del Estrecho de Sunda.
El sultán de Baten se mostró interesado en estrechar lazos de amistad con los europeos, lamentablemente, De Houtman era poco diplomático y su comportamiento fue considerado grosero e insultante: fue expulsado del territorio y se le impidió comprar especias.
Los barcos navegaron hacia el este y luego hacia la Isla Madura, siendo atacados por piratas en el camino. En Madura, fueron recibidos pacíficamente, pero De Houtman ordenó a sus hombres atacar brutalmente en venganza por los actos de piratería que habían sufrido antes.
Los holandeses siguieron su viaje hacia Bali, y se reunieron con el rey de la isla, del cual obtuvieron unos cuantos botes de pimienta. En Bawean una de las naves se incendió y la tripulación tuvo que dividirse en los otros tres buques. Los marineros ya estaban cansados de semejante travesía y decidieron no ir a las Molucas, sino regresar a Holanda.
De la tripulación de 249 hombres, solo regresaron 87. Aunque el viaje fue un desastre humanitario y financiero, los sobrevivientes regresan a Holanda con un cargamento de especias, lo que alienta a realizar nuevas expediciones. Se puede considerar que fue una victoria simbólica y el inicio de la colonización holandesa de Indonesia. En poco tiempo, los holandeses se harían cargo del comercio de especias en todo el Océano Índico.

### La Compañía Neerlandesa de las Indias Orientales (VOC)

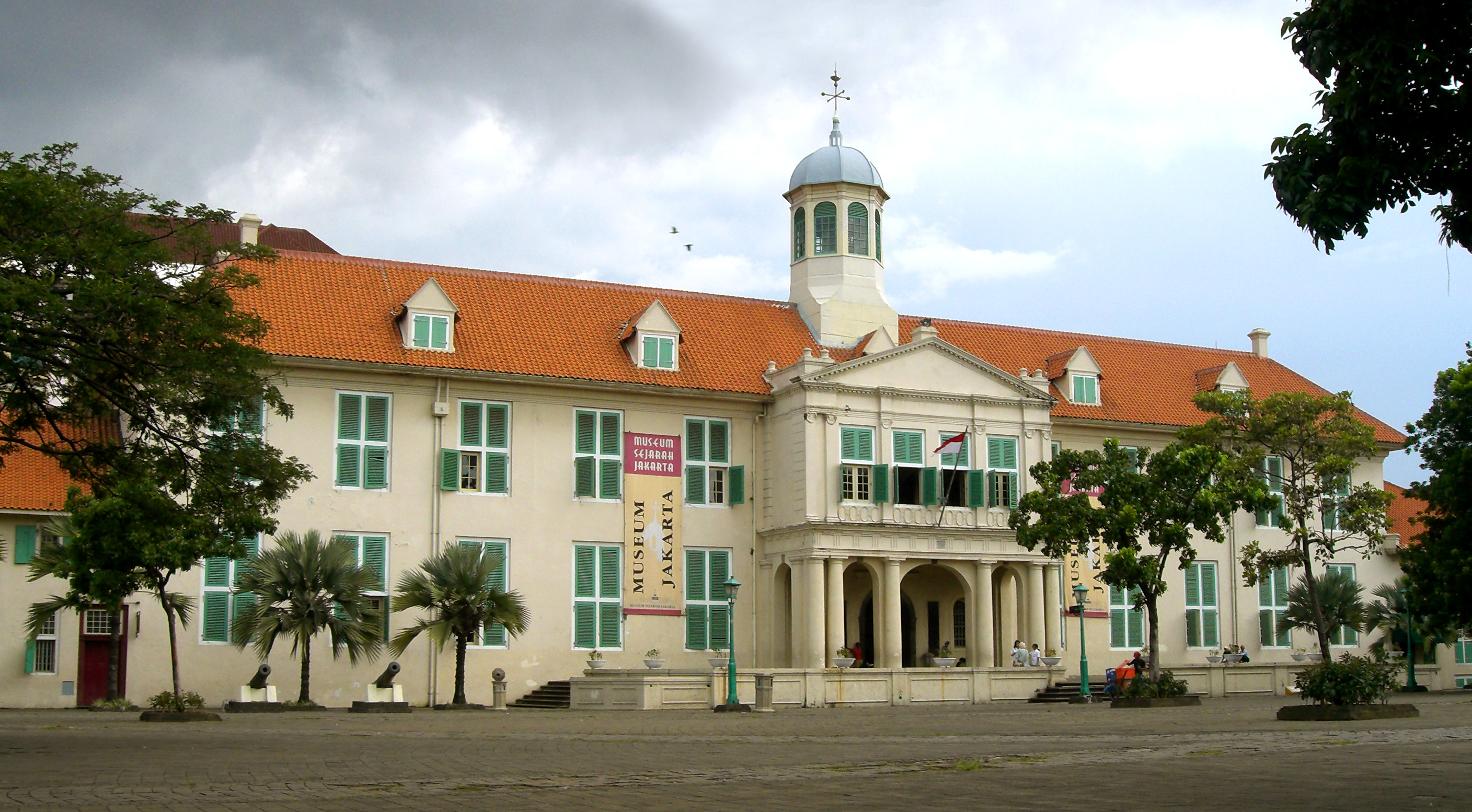
La sede del Gobernador General de VOC. El edificio ahora sirve como Museo Histórico de Yakarta.

Reconociendo el potencial del comercio de las especias en las Indias Orientales, y para evitar la competencia ruinosa entre los mismos holandeses, el Gobierno decide fusionar las empresas comerciales existentes. En 1602, los Estados Generales de los Países Bajos le concedió a la Compañía Holandesa de las Indias Orientales (VOC) el monopolio sobre el comercio de las especias en Asia. Se le otorgó además poderes cuasi-gubernamentales, incluyendo la capacidad para hacer la guerra, encarcelar y ejecutar convictos, negociar tratados, acuñar moneda y establecer colonias. 
En 1603, la empresa establece el primer puesto permanente de comercio en Banten (Indonesia), al noroeste de Java y en 1611, se estableció otro en Jayakarta (más tarde "Batavia" y luego "Jakarta").
Desde 1610 hasta 1619 la sede de la VOC se establece en Ambon. Aunque esta posición era estratégica en el área de producción de especias, estaba muy lejos de las rutas comerciales de Asia y de los centros de actividad de la VOC en África y Japón. Lo más conveniente era una posición más al oeste del archipiélago, sin embargo, el estratégico estrecho de Malaca estaba controlado por los portugueses, mientras que la zona de Banten era difícil de controlar debido al poderoso reino local que ocupaba la zona y a la creciente competencia de los comerciantes chinos e ingleses.
El 30 de mayo de 1619, una fuerza naval de la VOC finalmente asaltó Jayakarta (actual Yakarta) y la rebautizó como Batavia estableciendo allí la sede de la Compañía. La intención de los holandeses es desarrollar el comercio de especias con mano de obra china y convertir Batavia en el centro del comercio intraasiático desde Japón hasta Persia, Birmania y Madagascar. Aunque este plan no llegó a realizarse, la VOC logró establecer una alianza con el sultán de Ternate en 1607 para controlar la producción de clavos de olor, y tras la ocupación de las islas Banda los holandeses obtuvieron el dominio del comercio de la nuez moscada. Tiempo después, la VOC capturó Malaca a los portugueses en 1641 lo que les dio el control sobre los mares de la región.
A mediados del siglo XVII, Batavia ya se había convertido en un importante centro comercial y los holandeses habían logrado repeler los ataques del poderoso reino javanés de Mataram. Posteriormente, los puertos de Sumatra también cayeron bajo el control de la VOC y los portugueses de la región fueron expulsados en 1660. A cambio del monopolio sobre el comercio de la pimienta y de la ayuda militar para expulsar a los británicos, los holandeses cooperaron con el hijo del rey de Banten para derrocar a su padre en 1680.
La política de la VOC en este momento fue la de concentrarse en el comercio y no participar en costosas conquistas territoriales. Sin embargo, la empresa sí se involucró profundamente en la política interna de Java, luchando en una serie de guerras a favor o en contra de ciertos líderes de Mataram y Banten (Bantam). La VOC llegó a un acuerdo con el rey de Mataram, permitiendo a los barcos holandeses comerciar en el archipiélago.
Aunque no pudieron hacerse con el control del comercio de las especias de Indonesia, tuvieron mucho más éxito que los portugueses. Ellos aprovecharon los enfrentamientos de los pequeños reinos de Java para establecer un enclave comercial que se convirtió en una de las más ricas posesiones coloniales del mundo.

### Colonia neerlandesa

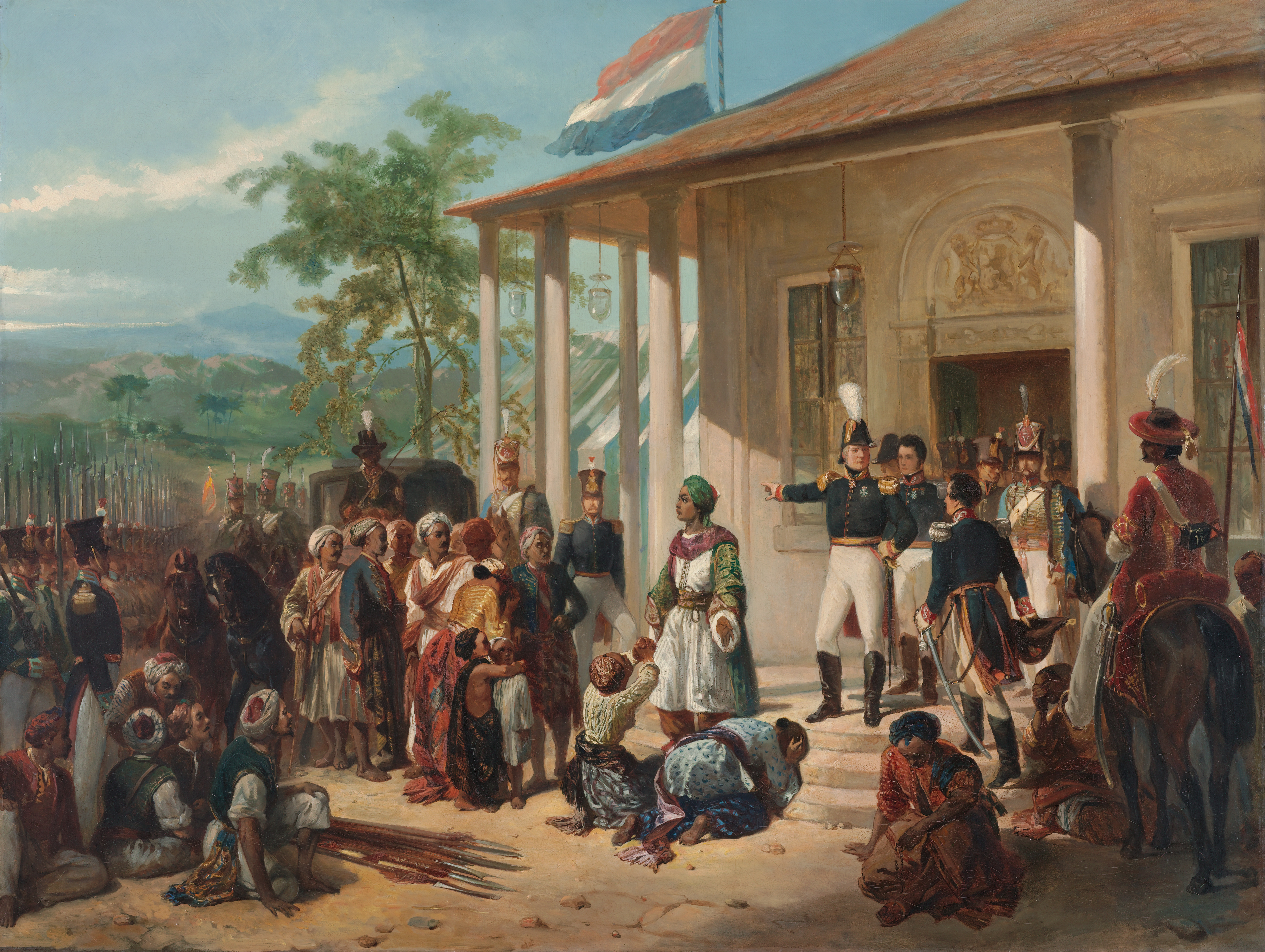
La rendición del príncipe Diponegoro ante el general De Kock, por Nicolaas Pieneman, 1830.

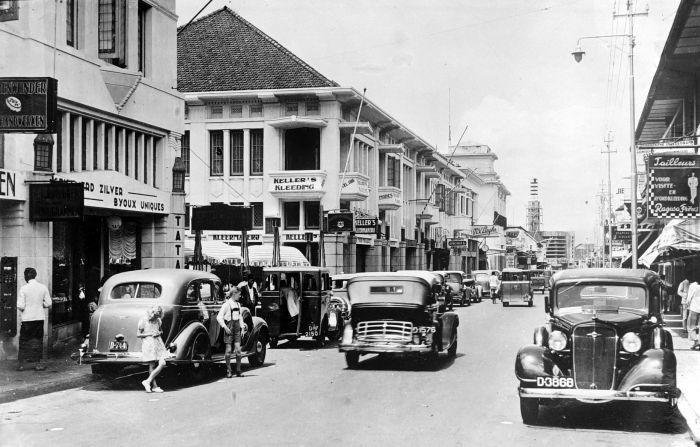
Las Indias Orientales Neerlandesas hacia 1930.

La VOC eclipsó a todos sus rivales en el comercio con Asia. Entre 1602 y 1796, la VOC trasladó a casi un millón de europeos en 4785 barcos, y llevó hacia Europa más de 2,5 millones de toneladas de mercancías asiáticas.
Durante el siglo XVII, la VOC disfrutó de enormes ganancias por su monopolio en el comercio de especias y pagó un dividendo del 18 % anual a sus accionistas durante casi 200 años. 
Sin embargo, el contrabando, los gastos de guerra, la corrupción y la mala gestión condujo a la compañía rumbo a la bancarrota en el siglo XVIII. Después de la cuarta guerra anglo-holandesa, la VOC estaba en la ruina financiera, y después de varios intentos para reorganizarla, fue nacionalizada el 1 de marzo de 1796 por la nueva República de Batavia (sucesora de la República de los Países Bajos) y se disolvió formalmente el 31 de diciembre de 1800. La mayor parte de las posesiones en el archipiélago indonesio (incluyendo gran parte de Java, partes de Sumatra, gran parte de las Molucas y las zonas de influencia de los puertos como Makasar, Manado y Kupang) se convirtieron en el territorio conocido como las Indias Orientales Neerlandesas.
Por aquel entonces surgieron numerosos disturbios en todo el archipiélago ya que los indígenas se resistían ante la hegemonía holandesa. Además, la piratería en Indonesia siguió siendo un problema para los holandeses hasta mediados del siglo XIX. 
En 1806, la República de Batavia se convierte en el Reino de Holanda bajo dominación francesa y Napoleón nombra a su hermano Luis Bonaparte para ocupar el trono neerlandés. En 1811, las fuerzas británicas ocuparon varios puertos de las Indias Orientales Neerlandesas (incluyendo Java) y Thomas Stamford Raffles se convirtió en gobernador. El control neerlandés fue restaurado en 1816. En 1824, con un nuevo tratado, los neerlandeses incorporaron a su dominio los asentamientos británicos de Indonesia, como Bengkulu en Sumatra, a cambio de ceder el control de sus posesiones en la Península de Malaca y en la India holandesa. Las fronteras resultantes entre las posesiones británicas y holandesas son las que actualmente poseen Malasia e Indonesia.
Un levantamiento en Java conocido como la "Guerra de Java" se desarrolló entre 1825 y 1830, concluyendo con el aplastamiento de los insurgentes. Después de 1830 se estableció un sistema de cultivos forzados (en neerlandés: cultuurstelsel) que produjo grandes riquezas para los holandeses y sus colaboradores. El sistema de cultivo establecía que los campesinos estaban obligados a trabajar en plantaciones del gobierno durante 60 días al año. A través de este sistema se obtuvieron considerables beneficios; el beneficio neto para el tesoro holandés se estima en torno al 4% del PIB holandés de la época y alrededor del 50% de los ingresos totales del Estado. El sistema resultó desastroso para la población local; en su apogeo, más de un millón de agricultores trabajaban bajo el Cultuurstelsel y el extremo incentivo de los beneficios dio lugar a abusos generalizados. A menudo se obligaba a los agricultores a destinar más del 20% de sus tierras de cultivo, o las más fértiles, a cultivos comerciales. El sistema provocó un aumento de la hambruna y las enfermedades entre la población local. Se estima que las tasas de mortalidad aumentaron hasta un 30% durante este periodo. El sistema fue abolido después de 1870 y, a partir de 1901, los holandeses comenzaron a adoptar las primeras reformas, invirtiendo mayores recursos para la educación indígena y establecieron una modesta apertura política.
Durante esta época las Indias Orientales Neerlandesas poseían únicamente dos clases de ciudadanos: los europeos y los indígenas. Los colonialistas holandeses pertenecían a la privilegiada clase social alta, conformada por soldados, administradores, gerentes, maestros y pioneros. La clase social baja estaba conformada por los "nativos". Una tercera clase, de orientales exteriores al archipiélago, recién se añadió hacia 1920. 
Durante la mayor parte del período colonial, el control neerlandés sobre sus territorios en el archipiélago indonesio fue tenue. En algunos casos, las acciones militares o policiales en algunas partes de Indonesia eran bastante crueles. Recién a comienzos del siglo XX, tres siglos después de que se instalara el primer puesto comercial, el Estado neerlandés consigue ejercer el dominio colonial directo sobre la totalidad del territorio.

## La Independencia

### El Despertar Nacional
En octubre de 1908, se formó el primer movimiento nacionalista, Budi Utomo y el 10 de septiembre de 1912, se forma otro movimiento similar, pero aún más masivo, denominado Sarekat islam. Para diciembre de 1912, Sarekat islam ya tenía 93 000 miembros. Los líderes nacionalistas eran un pequeño grupo de soldados y estudiantes, algunos de ellos educados en los Países Bajos. Los holandeses recién respondieron después de la Primera Guerra Mundial, generalmente con medidas represivas. Por aquel entonces, los comunistas indonesios, asociados con la Tercera Internacional, comenzaron a participar en el movimiento nacionalista. La represión del movimiento condujo a numerosas detenciones, entre ellos del que sería posteriormente el primer presidente de Indonesia, Sukarno (1901-1970), que fue encarcelado por sus actividades políticas, el 29 de diciembre de 1929. 
En 1914, un exiliado socialista neerlandés, Henk Sneevliet, fundó la Asociación Social Demócrata de Indias. Lo que inicialmente fue un pequeño foro para los socialistas holandeses, más tarde, en 1924, se convertiría en el Partido Comunista de Indonesia (PKI). La represión oficial dio lugar a un crecimiento del PKI.

### Invasión japonesa

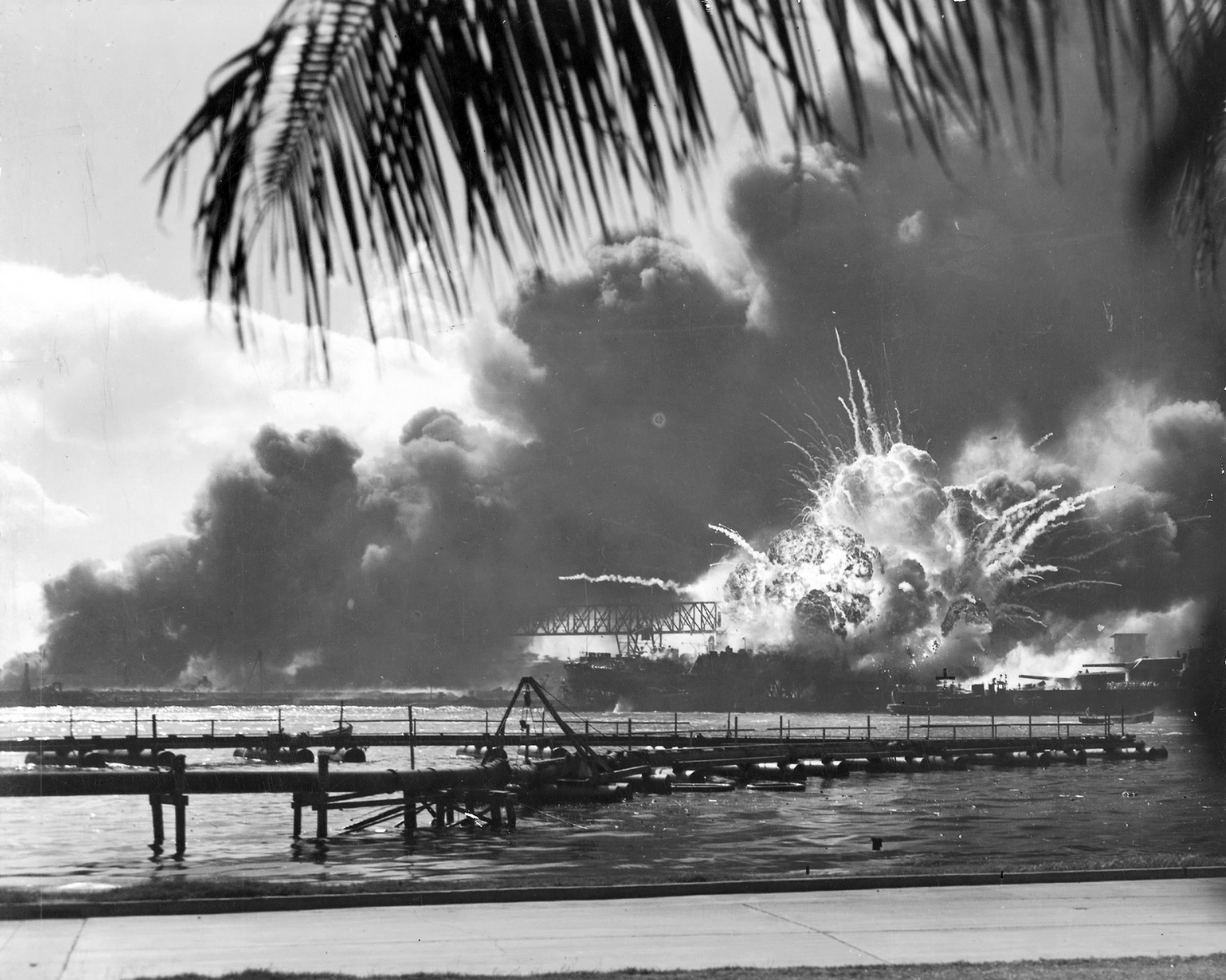
Ataque japonés a Pearl Harbor en diciembre de 1941.

Para el siglo XX, los japoneses eran, según ellos mismos, la "Luz de Asia", ya que Japón era el único país asiático que se había transformado en una sociedad industrial moderna desde finales del siglo XIX, independiente de las políticas europeas y americanas, llegando incluso a derrotar a una de las grandes potencias de la época: la Rusia zarista. Después de su campaña militar en China, Japón centró su atención en el sudeste de Asia para crear una zona de libre comercio bajo el liderazgo japonés. 
En mayo de 1940, al comienzo de la Segunda Guerra Mundial, Holanda fue ocupada por la Alemania Nazi. El gobierno neerlandés, encabezado por la reina Guillermina, se establece en Londres, reteniendo aún el control sobre sus posesiones asiáticas. 
Las Indias Orientales Neerlandesas, eran un territorio primordial para Japón, ya que la colonia poseía abundantes recursos, entre ellos las valiosas plantaciones de caucho y los yacimientos de petróleo: la colonia holandesa era el cuarto mayor exportador de petróleo del mundo, por detrás de los EE. UU., Irán y Rumania, mientras que Japón solo podía producir lo suficiente para satisfacer apenas el 10 % de sus necesidades.
Japón perdió rápidamente el 93 % de su suministro de petróleo después de que el presidente estadounidense Franklin Delano Roosevelt emitiera una orden ejecutiva en julio de 1941, embargando todas las exportaciones de petróleo hacia Japón. El gobierno neerlandés en el exilio, presionado por los aliados, también rompió su acuerdo económico con Japón y se unió al embargo en agosto. 
El 7 de diciembre de 1941, como una acción preventiva destinada a evitar la intervención de la flota norteamericana en las acciones militares que el Imperio del Japón estaba planeando realizar en el Sudeste Asiático, la Armada japonesa atacó la base naval de los Estados Unidos en Pearl Harbor, Hawái.
El 8 de diciembre de 1941, numerosos países, incluyendo a Holanda, declararon la guerra a Japón. Ese mismo día, las tropas japonesas iniciaron una serie de ataques a los territorios de Hong Kong, las Filipinas, la isla Wake, Malasia y Tailandia. El general Hisaichi Terauchi, comandante del Ejército Expedicionario del Sur, comenzó la campaña contra las Indias Orientales Neerlandesas con ataques clave a Borneo el 17 de diciembre, ganando la superioridad aérea. Esta situación les permitió realizar desembarques en varios lugares de la zona. Las fuerzas japonesas también lograron aterrizar con éxito en Miri, un centro de producción de petróleo en el norte de Sarawak.
En el mes de enero, se formó un mando conjunto entre estadounidenses, británicos, holandeses y australianos (ABDACOM) para coordinar a las fuerzas aliadas en el sudeste de Asia, bajo el mando del general Archibald Wavell. En las semanas previas a la invasión, varios funcionarios del gobierno neerlandés junto a sus familiares se exiliaron en Australia. Antes de la llegada de las tropas japonesas, hubo también conflictos entre grupos rivales de Indonesia y varias personas murieron, desaparecieron o pasaron a la clandestinidad. Propiedades chinas y holandesas fueron saqueadas y destruidas.
En enero de 1942, Sulawesi y Kalimantan ya estaban bajo control japonés. En febrero, los japoneses habían aterrizado en Sumatra, alentando a los habitantes de Aceh para rebelarse contra los holandeses. El 27 de febrero, un último esfuerzo de la marina aliada para contener a Japón fue barrido en el mar de Java. A partir del 28 de febrero, las tropas japonesas desembarcaron en la costa norte de la isla. Las fuerzas holandesas y el gobernador del territorio se rindieron en marzo de 1942.

### La Ocupación

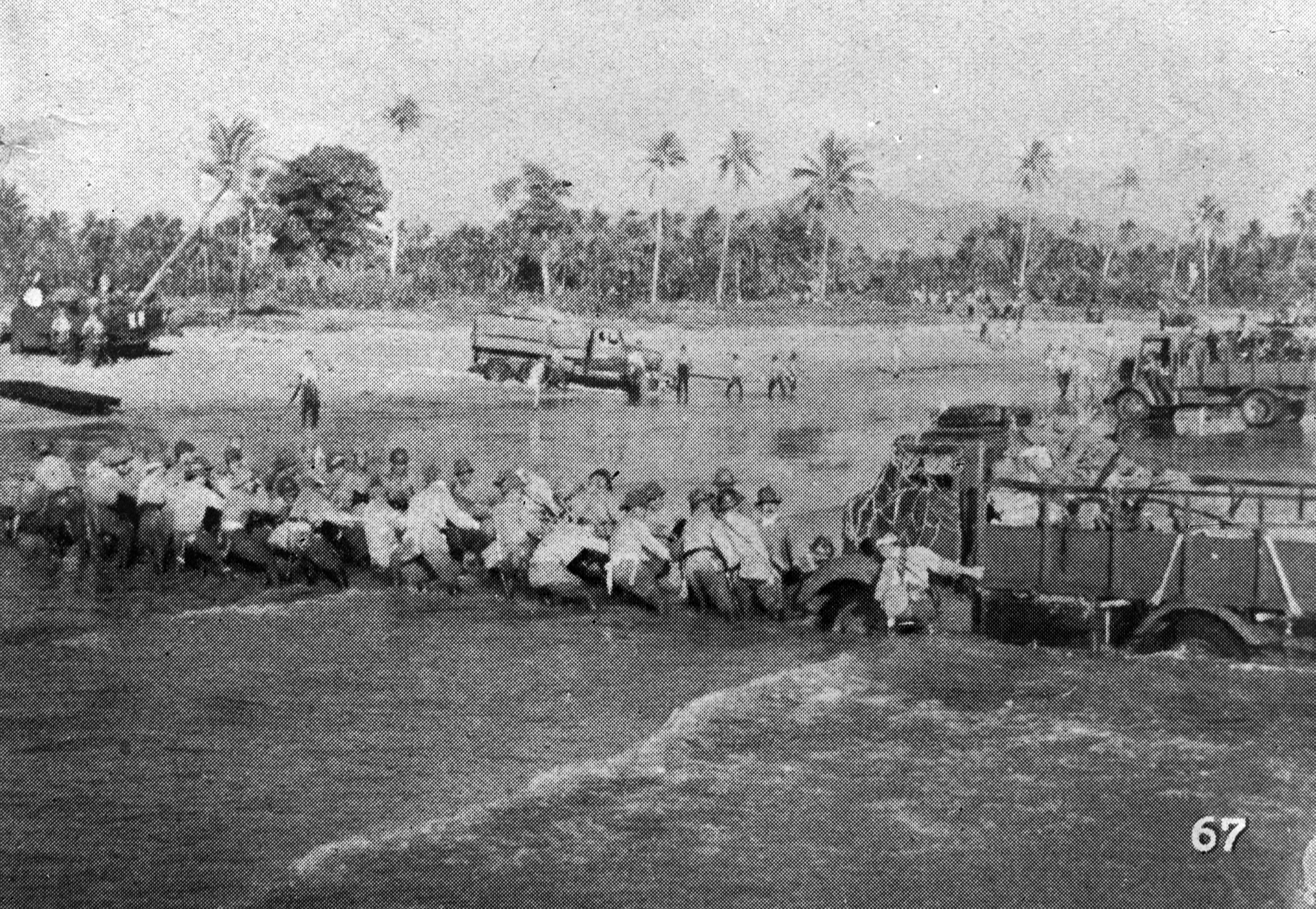
Tropas japonesas en Java.

La derrota de los holandeses fue recibida con entusiasmo por los indonesios quienes dieron una calurosa bienvenida al ejército japonés. Los japoneses, por su parte, capitalizaron este apoyo reclutando a los líderes nacionalistas indonesios. Así es que en julio de 1942, Sukarno acepta la oferta de Japón para reunir a la opinión pública en favor del esfuerzo de guerra japonés. Sukarno y Hatta Mohammad fueron condecorados por el emperador de Japón en 1943. Sin embargo, la experiencia de la ocupación japonesa en Indonesia varía considerablemente, dependiendo de las regiones y la posición social. Muchos de los que vivían en áreas consideradas importantes para el esfuerzo de guerra experimentaron la tortura, la esclavitud sexual, la detención arbitraria y la ejecución, entre otros crímenes de guerra. Miles de indonesios fueron utilizados como mano de obra esclava en proyectos japoneses como el ferrocarril Siam-Birmania, donde varios murieron como consecuencia de los malos tratos y el hambre. Los holandeses o mestizos entre holandeses e indonesios fueron blancos particulares durante la ocupación japonesa.
Sin embargo, a pesar de su éxito inicial, los japoneses comenzaron sufrir una cadena de derrotas consecutivas durante casi dos años. En julio de 1944, perdieron Saipán (Islas Marianas) y en marzo de 1945 también perdieron las Filipinas. La destrucción de la flota mercante japonesa, combinada con el bombardeo estratégico a las principales industrias, hundió a la economía del Japón y su Armada Imperial ya no era una fuerza combativa.
Ante esta situación, en marzo de 1945 Japón organizó un comité sobre la independencia de Indonesia (BPUPKI). En su primera reunión en mayo, Soepomo habló de la integración nacional y contra el individualismo personal, mientras que Muhammad Yamin sugirió que la nueva nación debía reclamar Sarawak, Sabah, Malasia, el Timor portugués, y todos los territorios que antes de la guerra hubiesen sido parte de las Indias Orientales Neerlandesas. El comité elaboró la Constitución de 1945, que aún sigue vigente, aunque con numerosas enmiendas. Según había trascendido, Japón tenía la intención de anunciar la independencia de Indonesia el 24 de agosto. Sin embargo, tras la rendición de Japón, Sukarno proclamó unilateralmente la independencia de Indonesia el 17 de agosto.

### La Revolución Nacional
Como Java no había sido ocupada por los aliados, al final de la Segunda Guerra Mundial, surgió un vacío de poder en el territorio de las Indias Orientales Neerlandesas, y los nacionalistas buscaron ocupar los puestos de mando abandonados por los japoneses.
Los Países Bajos, inicialmente apoyados por los británicos, intentaron recuperar sus dominios asiáticos. Así es que en conformidad con los términos de su rendición, los japoneses trataron de restablecer la autoridad perdida sobre las principales ciudades de Indonesia, las cuales fueron entregadas a los británicos, con el objetivo de restaurar la soberanía holandesa. El comandante militar británico dio un ultimátum a los combatientes nacionalistas de Bandung para abandonar la ciudad. En respuesta, el 24 de marzo de 1946, gran parte de la zona sur de Bandung fue deliberadamente incendiada por militantes de izquierda.
Recién cuatro meses después de terminada la guerra, los internados occidentales fueron puestos en libertad con la condición de salir de Indonesia. La mayoría de los administradores coloniales japoneses también fueron repatriados, a excepción de varios cientos que fueron detenidos por las investigaciones sobre los crímenes de guerra.
Después de regresar a Java, las fuerzas holandesas rápidamente reocuparon la capital colonial de Batavia (hoy Yakarta), por lo que la ciudad de Yogyakarta, en Java central se convirtió en la capital de las fuerzas nacionalistas. Se inicia entonces un período de agitación conocido como la guerra de guerrillas. Tras cuatro años de lucha armada y diplomática, los holandeses habían recuperado casi la totalidad de Indonesia, pero la resistencia guerrillera persistía. 
El 27 de diciembre de 1949, ante la presión internacional, Holanda decide reconocer formalmente la independencia de Indonesia, bajo la estructura federal denominada Estados Unidos de Indonesia (RUSI). El 17 de agosto de 1950, exactamente cinco años después de la proclamación de la independencia, los estados federales son disueltos y Sukarno proclama la República Unitaria de Indonesia.

## Indonesia como Estado independiente

### La Democracia de Sukarno

Sukarno, líder del movimiento nacionalista, y primer presidente de Indonesia.

Tras lograr la independencia de Indonesia aparecieron las divisiones internas dentro del movimiento nacionalista, ya que el país estaba conformado por una sociedad heterogénea con diversas costumbres, ideologías y religiones. Tras varios años de ocupación, gobiernos autoritarios y enfrentamientos armados, el país sufría de una extrema pobreza, con una economía ruinosa y bajos niveles de educación. El nuevo gobierno debió enfrentar los atentados del movimiento musulmán Darul islam, que libró una guerra de guerrillas contra la República desde 1948 hasta 1962, con el objetivo de instalar un estado islámico. Entre medio también se produce la declaración de independencia de la República de las Molucas del Sur (1950) y las rebeliones en Sumatra y Sulawesi (1955 y 1961).
Las elecciones parlamentarias largamente pospuestas se celebran finalmente en 1955. Sin embargo, más de 150 partidos y agrupaciones se presentan a los comicios dando inicio al caos.
El Partido Nacional Indonesio (PNI), considerado el partido de Sukarno, encabezó los comicios, y el Partido Comunista de Indonesia (PKI) también recibió un fuerte apoyo, pero ningún partido obtuvo más de una cuarta parte de la votos, lo que dio lugar a coaliciones de corta duración.
La heterogeneidad reinante en el Parlamento electo se tradujo en parálisis gubernamental, lo que obligó a Sukarno a disolver tanto la Cámara como a los partidos, para dar paso al establecimiento de la democracia dirigida, término con el cual se denominó a una nueva forma de gobierno que enarbolaba el estandarte de nacionalismo y unidad. Sukarno fue un líder carismático y autoritario, considerado por los indonesios como el "hermano mayor", y se lo representó popularmente como un hombre del pueblo que se había atrevido a enfrentar a Occidente. Durante su gestión se implementó la nacionalización de bienes y se llevaron adelante fuertes programas de alfabetización que tenían como meta la búsqueda y el establecimiento de una identidad y conciencia nacional.
Uno de los principales objetivos de Sukarno era la toma del oeste de Nueva Guinea, ya que ese territorio seguía perteneciendo a los holandeses. En un intento por evitar que Indonesia tomara el control de la región, los holandeses aumentaron de manera importante el gasto en obras de desarrollo y educación, alentando el nacionalismo de Papúa. También se buscó estrechar vínculos con el vecino oriental de Nueva Guinea, que era administrado por Australia. Incluso, en 1961, los holandeses llegaron a establecer un parlamento local, fomentando la idea del autogobierno. Sin embargo, Indonesia, lanzó simbólicas incursiones marítimas y de paracaidistas sobre el territorio, que resultaron suficiente para que los holandeses acordaran convocar a una mediación estadounidense para resolver el conflicto. El 1.º de mayo de 1963, Indonesia asumió la responsabilidad administrativa sobre el oeste de Nueva Guinea, con la condición de realizar posteriormente un referéndum entre todos los habitantes del territorio bajo supervisión de la ONU.
En 1962, Indonesia también inicia una confrontación contra el nuevo estado de Malasia, fusión de la Federación Malaya (Malasia Occidental), Singapur y los protectorados británicos de Sabah y Sarawak (colectivamente conocidos como Borneo Británico). Los estados del norte de Borneo, Sarawak y Sabah, no estaban entusiasmados con la idea de unirse a la nueva Malasia, ya que no veían grandes beneficios para sus territorios, financieramente independientes gracias a sus ingresos petroleros. Indonesia, que se consideraba como el representante legítimo de los pueblos austronesios, apoyó un intento frustrado de revolución en Brunéi. Sukarno se manifestó contra el imperialismo británico y desplegó fuerzas militares a lo largo de la frontera de Borneo. Occidente, por su parte, se mostró cada vez más alarmado y Estados Unidos retiró su apoyo a Indonesia.
La posición económica de Indonesia siguió deteriorándose. Para mediados de los 60, el gobierno tuvo que abandonar los subsidios al sector público, lo que disparó la inflación. Los ingresos por exportaciones se encogieron, las infraestructura se deterioraron y las fábricas operaban a una capacidad mínima debido a las insignificantes inversiones que se habían realizado. La pobreza y el hambre se generalizaron nuevamente.

### El Nuevo Orden

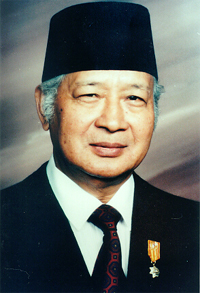
Suharto fue el presidente militar de Indonesia de 1967 a 1998.

La posición de Sukarno dependía por aquel entonces de equilibrar las fuerzas opuestas y cada vez más hostiles del ejército y el PKI. A su vez, la postura antiimperialista de Indonesia la volvió cada vez más dependiente de la Unión Soviética y luego de la China comunista. Para 1965, el PKI había ganado mucha influencia dentro del gobierno y ya era el mayor partido comunista del mundo fuera de la Unión Soviética o China. 
Así es que el 30 de septiembre de 1965, seis de los generales de más alto rango y otros militares fueron ejecutados en un intento de golpe de Estado. Los insurgentes integraban una facción del ejército y lograron tomar posiciones en la capital, incluyendo la emisora de la radio nacional. Ellos informaron que estaban actuando en contra de un complot organizado por los generales para derrocar a Sukarno. A las pocas horas, el Mayor general Suharto, comandante del Ejército, movilizó a sus tropas. Para la tarde del 1.º de octubre, ya estaba claro que el intento de golpe de Estado tenía poca coordinación y estaba limitado en gran medida a Yakarta. Hasta hoy se desconoce la identidad de los organizadores del golpe y de sus verdaderos objetivos.
La versión oficial del ejército indonesio, fue que el PKI estuvo detrás del golpe de Estado y utilizó a oficiales descontentos para llevarlo a cabo. Se inició una violenta purga anticomunista en gran parte del país y el PKI fue declarado ilegal. A finales de 1965 unidades militares y grupos de musulmanes, sobre todo en el campo, comenzaron a realizar matanzas de comunistas y de aquellos que los apoyaban. Las estimaciones del número de muertes oscilan entre 500 000 y un millón. El PKI fue declarado ilegal el 13 de marzo de 1966 y el gobierno arrestó a cientos de miles de personas acusadas de estar involucradas en el intento de golpe de Estado. Los últimos de estos prisioneros todavía no han sido liberados y siguen produciéndose ejecuciones periódicas; la más reciente de ellas tuvo lugar en 1990; de todos estos detenidos, sólo 800 fueron juzgados.
El presidente Sukarno intentó restaurar su posición política, pero la destrucción de la PKI significó el fin para su democracia dirigida y de la independencia geopolítica de Indonesia. A pesar de que seguía siendo presidente, el debilitado Sukarno se vio obligado a transferir los principales poderes políticos y militares al general Suharto, quien por entonces se había convertido en jefe de las fuerzas armadas. En marzo de 1967, una tal Asamblea Popular Provisional Consultiva (MPRS) nombró al general Suharto presidente en funciones y asumió formalmente su cargo en marzo de 1968. Sukarno, en cambio, vivió bajo arresto domiciliario hasta su muerte en 1970.
La dictadura militar de Suharto, apoyada por las potencias occidentales, se autodenominó el Nuevo Orden, estableciendo la ley marcial, el toque de queda, la represión política y la supresión de las libertades civiles, principalmente la de expresión. Durante este período miles de personas fueron detenidas, torturadas, desaparecidas, asesinadas o encarceladas por ser presuntos simpatizantes comunistas, incluidos ciudadanos indonesios de origen étnico chino.
Al mismo tiempo, el régimen militar de Suharto llevó cierto grado de estabilidad para los intereses occidentales en la región y atrajo a grandes grupos extranjeros de inversión, lo que dio inicio a un crecimiento capitalista acelerado de la economía. El país se urbanizó y se tecnificó, y se terminó de industrializar relativamente, convirtiéndose en un líder emblemático dentro del llamado Tercer Mundo de ese modelo de apertura económica capitalista, desarrollo "exógeno" y autoritarismo político. 
En consecuencia, el crecimiento del país fue desigual, ya que una parte de la población se enriqueció desmesuradamente y otra gran parte se mantuvo en la pobreza. La contracara de la administración era la corrupción generalizada, la dictadura complaciente con Occidente, y los abusos cometidos por la familia en el poder. 
Otra característica de la época de Suharto, fue la ampliación del programa de transmigración (Transmigrasi), una iniciativa del Gobierno Nacional para trasladar a las personas sin tierra de las zonas densamente pobladas de Indonesia (tales como Java y Bali) a las zonas menos pobladas del país como Papúa, Kalimantan, Sumatra y Sulawesi. El objetivo declarado de este programa era reducir la pobreza y la superpoblación, proporcionando mejores condiciones de vida para los trabajadores pobres y mayor mano de obra a las islas exteriores. Si bien su intención discursiva era esa, el programa a menudo desató controversias por tratarse de un plan de contención de diseño militar y económico contrainsurgente, que llegó a generar conflictos violentos entre los nuevos colonos y los nativos tradicionales no indonesios.
En 1969, el gobierno de Suharto intentó regularizar la situación de la Guinea Occidental. En lugar de realizar el referendo entre toda la población supervisado por la ONU, como se había acordado con Sukarno, se decidió seleccionar a un consejo de representantes locales de Papúa que por unanimidad votaron a favor de la integración con Indonesia. Una posterior resolución de la Asamblea General de la ONU confirmó la transferencia de la soberanía a Indonesia.
Tiempo después, en 1975, tras la Revolución de los Claveles, Portugal anunció la descolonización del Timor portugués (Timor Oriental). La isla de Timor se hallaba dividida en dos partes: el Timor Oriental, era una colonia portuguesa, mientras que el Timor Occidental, había sido una posesión holandesa, luego heredada por Indonesia. En las elecciones celebradas en 1975, el frente revolucionario denominado "Fretilin", una alianza de partidos de izquierda y la UDT (alineada con la élite local), emergió como el principal partido, haciendo campaña por la independencia del Timor Oriental. Apodeti, un partido que defendía la integración con Indonesia, tuvo poco apoyo popular. 
Ante el temor de que el archipiélago cayera en manos comunistas, la inteligencia militar de indonesia influyó en la ruptura de la alianza entre el Fretilin y la UDT, lo que desembocó en una guerra civil. Durante este tiempo, el gobierno portugués abandonado efectivamente el territorio y, el 28 de noviembre, el Fretilin declara unilateralmente la independencia y proclama la "República Democrática de Timor Oriental" o "Timor Leste". Sin embargo, nueve días después, el 7 de diciembre, Indonesia invadió Timor Oriental y lo anexó a su territorio, con apoyo material y diplomático de los Estados Unidos, Australia y el Reino Unido que consideraban a Indonesia como un aliado anticomunista, a pesar de sus serias violaciones a los Derechos Humanos.
Una política de genocidio resultó en una gran masacre de timorenses. Centenares de aldeas fueron destruidas por los bombardeos del ejército indonesio, ya que fueron utilizadas toneladas de napalm contra la resistencia timorense. El uso de este producto quemó buena parte de los bosques del país, limitando el refugio de los guerrilleros vinculados al FRETILIN en la densa vegetación local.
De acuerdo con la descripción suministrada a la Comisión de Recepción, Verdad y Reconciliación en Timor del Este ( CAVR) sobre muchos bombardeos, y los objetivos estratégicos de la campaña de contrainsurgencia dirigida por el ejército, la Comisión concluye que durante las campañas se usaron bombas incendiarias. Los aviones Bronco OV-10 suministrados por Estados Unidos estaban equipados con armas ligeras, rockets y "Opalm", un equivalente soviético del Napalm comprado por Indonesia durante su campaña en Papúa Occidental durante 1962. La Comisión recibió copias de películas de propaganda del ejército indonesio sobre las campañas de finales de los 70, incluyendo extenso material de preparaciones para los bombardeos en el Aeropuerto Baucau, y material de los propios bombardeos. En este material, personal del ejército indonesio es filmado claramente cargando bombas marcadas "OPALM" en los aviones North American Rockwell OV-10 Bronco en el aeropuerto Baucau. Luego se muestran los aviones despegando. Además un documento secreto del ejército indonesio suministrado a la Comisión presenta detalles de las armas empleadas, incluyendo bombas Opalm, bombas de amplio radio, de impacto indefinido, y el uso de los aviones Bronco OV-10 y Sky Hawk. (Ver The Timor-Leste Commission for Reception, Truth and Reconciliation - CAVR. Chega! The Report of the Comission for Reception, Truth and Reconciliation. Chapter 7.5: Violations of the Laws of War. p. 28. Dili, April 2006).
El territorio del actual Timor Oriental fue colonizado por Portugal en el siglo XVI y pasó a conocerse como Timor portugués. La colonia declaró su independencia en 1975, pero algunos días después fue invadida y ocupada por tropas de la vecina Indonesia, país que convirtió al territorio en su provincia número 27.
En 1999, después de un acto de autodeterminación de Timor Oriental, patrocinado por la ONU, Indonesia abandonó la antigua colonia portuguesa y Timor Oriental se convirtió el 20 de mayo de 2002 en el primer estado soberano que nacía en el siglo XXI.
La crisis en Timor Oriental tuvo graves repercusiones en la legitimidad del régimen autoritario de Suharto. Pues la visita del papa Juan Pablo II a Timor Oriental, en octubre de 1989, fue marcada por manifestaciones pro independentistas, que fueron duramente reprimidas. El 12 de noviembre de 1991, el ejército indonesio disparó contra las personas que homenajeaban a un estudiante muerto por la represión, en el cementerio de Santa Cruz. Cerca de 200 personas murieron en este hecho; otros manifestantes murieron en los días siguientes, "cazados" por el ejército indonesio.[cita requerida]
La causa de la independencia de Timor Oriental tuvo mayor repercusión y reconocimiento mundial con la atribución del Premio Nobel de la Paz al obispo Carlos Felipe Ximenes Belo, José Ramos-Horta y el cantante noruego Morten Harket en octubre de 1996. En julio de 1997, el presidente sudafricano Nelson Mandela visitó al líder del FRETILIN, Xanana Gusmão, que estaba en prisión. La visita hizo que aumentara la presión para que la independencia se realizara a través de una solución negociada. La crisis económica en Asia, en ese mismo año, afectó duramente a Indonesia, y el régimen militar de Suharto comenzó a sufrir diversas presiones con manifestaciones cada vez más violentas en las calles. Estos actos llevaron más adelante, a la renuncia del general en mayo de 1998.

### La Reforma

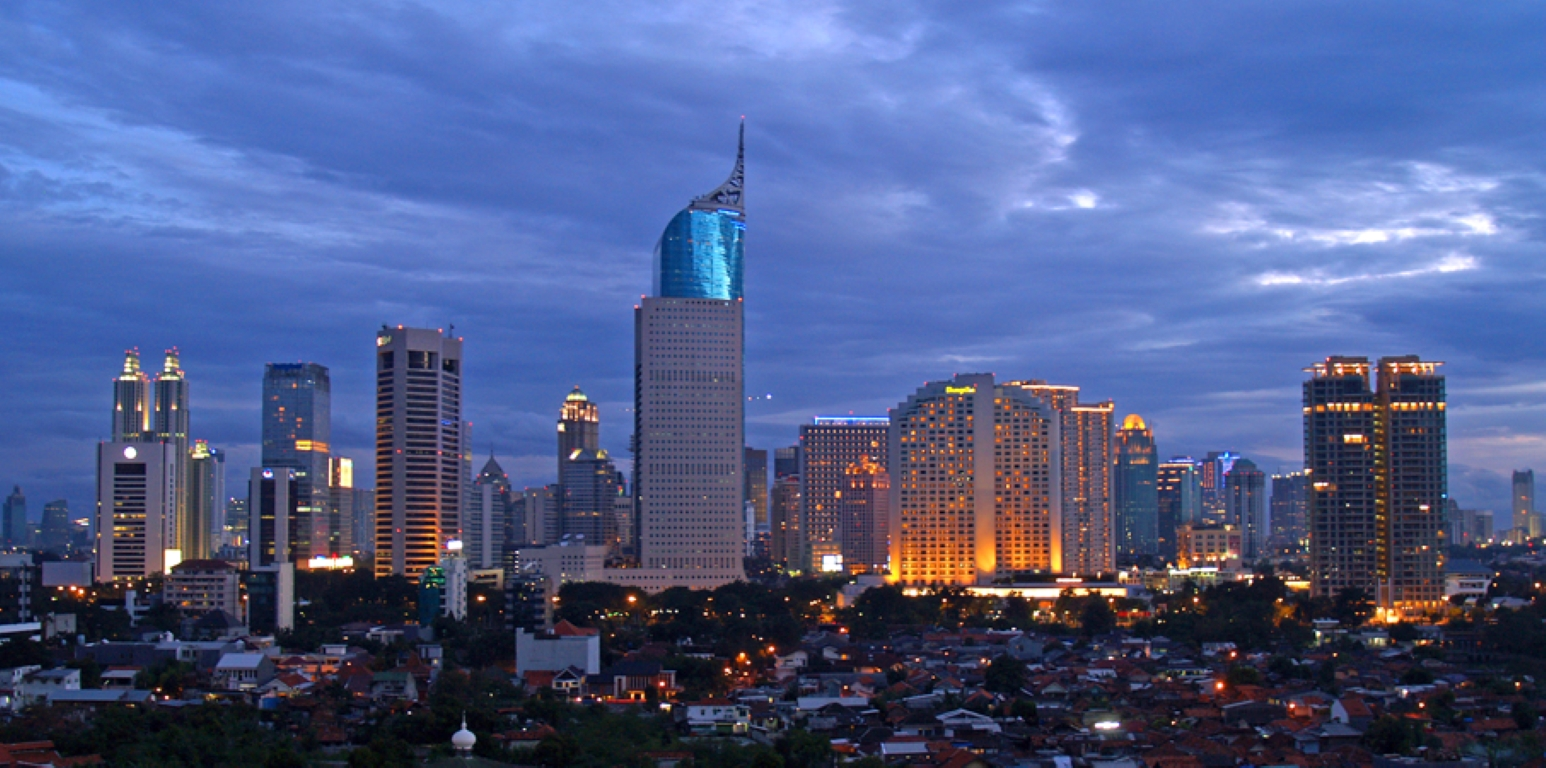
Vista actual de la ciudad de Yakarta.

En 1996, el Partido Democrático de Indonesia (PDI), un partido legal que había apoyado tradicionalmente al régimen estaba cambiado de dirección y empezó a afirmar su independencia. La presidenta del PDI era una hija de Sukarno, Megawati Sukarnoputri. Suharto fomentó una división en el liderazgo del PDI, lo que desembocó en protestas y hechos de violencia entre los partidarios del "Nuevo Orden" y los reformistas, que apoyaban una apertura democrática.
Sin embargo, el principal problema para Suharto vendría desde el exterior, específicamente desde Tailandia, cuya caída daría comienzo a la denominada crisis asiática de 1997. Entre 1985 y 1996, la economía de Tailandia había crecido a un promedio de más del 9 % anual, con una inflación razonablemente baja en un rango de entre el 3 y el 5 %. La moneda del país, el baht, se hallaba atada a una paridad de 25 baht por dólar estadounidense.
En mayo de 1997, el baht tailandés se vio afectado por masivos ataques especulativos, pero Tailandia se negó a devaluar su moneda, lo que evaporó las reservas extranjeras del país. Finalmente el gobierno se vio obligado a dejar flotar el baht, en julio de 1997, permitiendo que el valor fuera fijado por el mercado de divisas. El baht se devaluó rápidamente y la economía de Tailandia se detuvo en medio de despidos masivos. 
Por aquel entonces, Indonesia parecía lejos de una crisis económica. A diferencia de Tailandia, Indonesia tenía una inflación aún más baja, un superávit comercial de más de $ 900 millones, reservas de divisas por más de 20 000 millones USD y un sector bancario consolidado. Sin embargo, un gran número de empresas indonesias estaba endeudándose en dólares estadounidenses, ya que la rupia se había fortalecido en los últimos años respecto al dólar.
En julio de 1997, cuando Tailandia deja flotar el baht, las autoridades monetarias de Indonesia ampliaron la banda de cotización de la rupia del 8 % al 12 %. Sin embargo, en el mes de agosto, la rupia cayó bajo un fuerte ataque especulativo y el régimen de cambio administrado tuvo que ser sustituido por un régimen de libre flotación y la rupia cayó aún más. Paralelamente el país sufría una sequía severa y algunos de los mayores incendios forestales de su historia en Kalimantan y Sumatra.
El FMI ofreció un paquete de rescate de 23 000 millones de dólares, pero la rupia se siguió hundiendo en medio de los temores por las deudas de las empresas y la fuerte demanda de dólares. La rupia y la Bolsa de Yakarta tocaron su mínimo histórico en septiembre. La agencia Moody´s rebajó la calificación de la deuda de Indonesia al nivel de "bono basura".
La crisis se intensificó en noviembre, cuando los efectos de la devaluación se reflejaron en los balances de las empresas, muchas de las cuales se habían endeudado en dólares y ahora debían enfrentar el declive de la rupia. En diciembre, el gobierno de Suharto firmó una carta de intención con el FMI que, a cambio de recibir ayuda del organismo, el gobierno se comprometía a promulgar medidas de austeridad, incluyendo recortes a los servicios públicos y la eliminación de subsidios. 
Los precios de los bienes como el queroseno y el arroz, y las tarifas de los servicios públicos aumentaron rápidamente. Las medidas de austeridad aprobadas por Suharto, junto a una corrupción generalizada, erosionaron la confianza interna en el "Nuevo Orden" y comenzaron las protestas populares. Suharto se postuló ante el parlamento para su reelección por séptima vez en marzo de 1998, justificando su decisión en la necesidad de mantener un fuerte liderazgo durante la crisis. El parlamento aprobó este nuevo mandato, lo que trajo más protestas y disturbios en todo el país, en lo que ahora se denomina la Revolución de Indonesia de 1998. En este contexto, se produjeron diferencias dentro de las filas del propio partido Golkar y la imagen de Suharto se debilitó. Finalmente, el 21 de mayo decidió retirarse del poder y fue reemplazado por el vicepresidente Jusuf Habibie.
Antes de la crisis, la tasa de cambio entre la rupia y el dólar era de aproximadamente 2600 rupias por 1 USD, mientras que para enero de 1998, ya se necesitaban más de 11 000 rupias por cada dólar estadounidense. El peor nivel de cotización se alcanzó entre los meses de junio y julio, con una tasa de cambio de 14 000 rupias por 1 USD. Para el 31 de diciembre de 1998, el tipo de cambio ya había descendido a 8000 rupias por cada dólar. Indonesia perdió 13,5 % de su PIB en ese año.
El Presidente Habibie reunió rápidamente a un nuevo gabinete para establecer un programa de estabilización económica. Se liberaron presos políticos y se levantaron algunos controles sobre la libertad de expresión y de asociación. Las elecciones para designar parlamentarios nacionales, provinciales y municipales se celebraron el 7 de junio de 1999 y estas fueron las primeras con total libertad para los indonesios, custodiadas por observadores internacionales. Para el Parlamento nacional, el PDI-P, dirigido por la hija de Sukarno, Megawati Sukarnoputri, obtuvo el 34 % de los votos, mientras que el partido Golkar (partido de Suharto) obtuvo el 22 %.
En octubre de 1999, la Asamblea Consultiva Popular (MPR), designó a Abdurrahman Wahid como presidente y a Megawati Sukarnoputri como Vicepresidente. El gobierno del presidente Wahid continuó con el proceso de democratización y de recuperación del crecimiento económico en condiciones difíciles. Además de continuar el malestar económico, su gobierno debió enfrentar luchas étnicas y religiosas. También surgieron conflictos en la isla de Timor. 
Al mismo tiempo, comienzan a estallar violentas manifestaciones separatistas en Timor Oriental, una de las provincias más importantes de Indonesia. El presidente lucha por mantener la unidad del país, pero en menos de dos años, se vio envuelto en escándalos de corrupción.
La imagen del presidente se debilitó y poco después, en julio de 2001, Megawati Sukarnoputri asumió la presidencia. En 2002, Timor Oriental declaró su independencia, mientras que en Bali, grupos extremistas musulmanes hicieron estallar bombas, trayendo pánico a toda la población. El contexto en el que ella debió gobernar no era sencillo, ya que la economía no terminaba de recuperarse y diariamente se producían manifestaciones promovida por algún grupo opositor. Además, los musulmanes, que eran la mayoría, estaban a disgusto con la idea de ser gobernados por una mujer. 
En 2004, Susilo Bambang Yudhoyono ganó las primeras elecciones presidenciales directas de Indonesia y en 2009 fue elegido para un segundo mandato. 
Prabowo Subianto es el actual presidente de Indonesia desde 2024 para un primer mandato.